# Partito Comunista dell'Unione Sovietica
Il Partito Comunista dell'Unione Sovietica, noto anche con l'acronimo PCUS (in russo Коммунистическая партия Советского Союза, КПСС?, Kommunističeskaja partija Sovetskogo Sojuza, KPSS), è stato un partito politico di orientamento marxista.
Nato come corrente bolscevica del Partito Operaio Socialdemocratico Russo nel 1903, si sviluppò successivamente come partito autonomo e fu protagonista dei moti rivoluzionari che interessarono l'Impero russo nella prima parte del XX secolo fino a guidare con successo la Rivoluzione d'ottobre del 1917, a seguito della quale avviò la trasformazione della Russia in uno Stato socialista e diede vita all'Unione Sovietica (dicembre 1922).
Considerandosi avanguardia del proletariato nella fase transitoria della dittatura del proletariato e del socialismo prima del raggiungimento del comunismo, il partito rivestì il ruolo di guida del Paese, all'interno della base teorica costituita dall'ideologia marxista-leninista, vista come fondamento scientifico della trasformazione rivoluzionaria della società. Fu inoltre punto di riferimento del movimento socialista mondiale nell'ambito dell'Internazionale Comunista (1919-1943) e, dopo la vittoria nella seconda guerra mondiale, nel contesto della guerra fredda.
Il ruolo centrale del partito nella politica dell'URSS venne esplicitato nella Costituzione sovietica del 1936 e in modo ancora più netto in quella del 1977, che pose la descrizione della funzione dirigente del PCUS tra i principi fondamentali. Il partito perse il monopolio del potere politico nel 1990 durante il periodo della perestrojka, quando vennero tentate riforme finalizzate al rafforzamento dell'apparato istituzionale, e cessò la propria attività l'anno successivo nella fase di dissoluzione dell'Unione Sovietica.
Il PCUS assunse la propria denominazione definitiva a partire dal 1952, mentre fino al 1918 si chiamò Partito Operaio Socialdemocratico Russo (bolscevico), in sigla POSDR(b); dal 1918 al 1925 Partito Comunista Russo (bolscevico), o PCR(b); e dal 1925 al 1952 Partito Comunista di tutta l'Unione (bolscevico), o PCU(b).

## Storia

### La nascita del Partito bolscevico

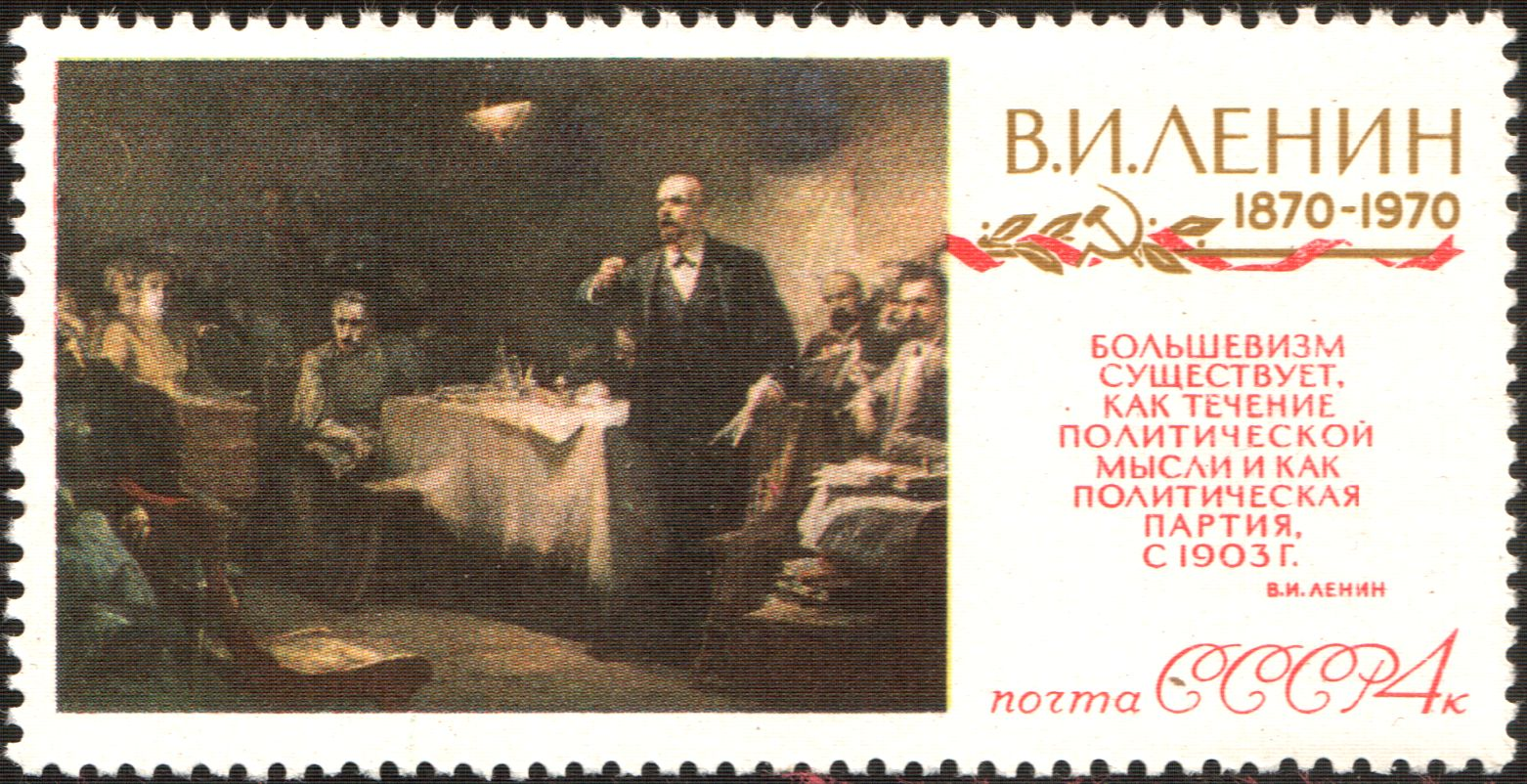
Lenin al II Congresso del POSDR (1903) in un francobollo sovietico del 1970

Il termine bolscevico, ossia maggioritario, in contrapposizione a menscevico, minoritario, fa riferimento agli equilibri nel Partito Operaio Socialdemocratico Russo (POSDR) in occasione di alcune delle votazioni registrate nel 1903 al II Congresso, che vide la nascita all'interno del POSDR delle due correnti, guidate rispettivamente da Lenin e da Julij Martov. L'assemblea, svoltasi tra Bruxelles e Londra a causa della totale illegalità dei partiti politici nell'Impero russo dell'epoca, ratificò invece in maniera unitaria il programma del partito: esso prevedeva una variante "massima", con la rivoluzione socialista e l'instaurazione della dittatura del proletariato, e una "minima", che aveva come obiettivo una rivoluzione borghese-democratica che liquidasse la monarchia con la costruzione di una repubblica e l'introduzione del suffragio universale e degli altri diritti democratici.
La divisione in due frazioni fu confermata nel 1904 dalla nascita della Commissione organizzativa menscevica e dell'Ufficio dei comitati di maggioranza di parte bolscevica. Con l'inizio della Rivoluzione russa del 1905 i bolscevichi tennero il III Congresso del POSDR e i menscevichi una Conferenza di partito, eleggendo organismi dirigenti distinti. Nella primavera del 1906 fu tentato un Congresso unitario, ma il periodo reazionario apertosi nel 1907, che indebolì l'intero movimento socialdemocratico, acuì nuovamente le tensioni interne. Si ebbero forti contrasti anche nelle stesse correnti, tanto che dai bolscevichi si scisse il gruppo di Bogdanov e tra i menscevichi si delinearono diverse tendenze, tra cui quella dei cosiddetti "liquidatori", che puntavano allo scioglimento del partito illegale per spostarsi a operare in organizzazioni legali.
Alla definitiva strutturazione dei bolscevichi come partito autonomo si giunse nel gennaio del 1912 alla VI Conferenza del POSDR, tenutasi a Praga: organizzata dalla stessa ala sinistra, che vi presenziò in larga maggioranza, l'assemblea decretò l'espulsione dei liquidatori ed elesse un Comitato centrale dominato dai bolscevichi, di cui facevano parte tra gli altri Lenin, Zinov'ev e Ordžonikidze, e in cui poco dopo venne cooptato Stalin. Da questo momento le strutture delle due correnti operarono definitivamente come partiti diversi.
Con il Comitato centrale di stanza all'estero, i bolscevichi si dotarono anche di un Ufficio russo, e tra il 1913 e il 1914 divennero «il partito rivoluzionario chiave [...] , conquistando a sé i quadri operai nelle città e dirigendo uno sciopero generale a Pietrogrado». Dopo lo scoppio della prima guerra mondiale, tuttavia, essi furono oggetto di una violenta repressione che ne minò l'organizzazione e l'attività. Molti dirigenti furono deportati in Siberia e l'Ufficio russo non riuscì a operare per 18 mesi, per poi venire ricostituito tra la primavera e l'estate del 1916 per opera di Šljapnikov. L'anno successivo, con la Rivoluzione di febbraio che depose lo zar, il partito poté emergere dall'illegalità e nel corso della Conferenza di aprile, a Pietrogrado, venne ufficializzata la nascita del "Partito Operaio Socialdemocratico Russo (bolscevico)".

### Lenin e la conquista del potere

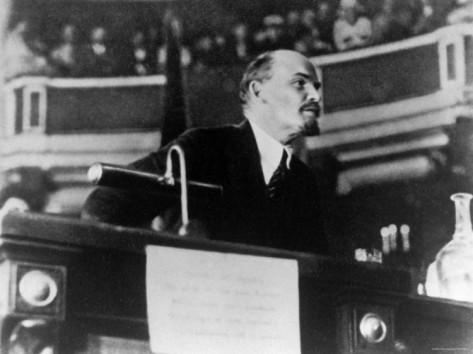
Lenin nel 1920

Nel marzo 1917 la linea prevalente tra i bolscevichi era quella di Kamenev e Stalin, che cercavano la collaborazione con le altre forze rivoluzionarie. Tuttavia, a partire dall'approvazione delle Tesi di aprile redatte da Lenin, appena rientrato dall'estero, il partito si pose l'obiettivo di trasformare la rivoluzione borghese in atto in una rivoluzione socialista, negando ogni sostegno al governo provvisorio.
Le parole d'ordine bolsceviche conquistarono da allora un sempre maggiore consenso presso le masse, nei sindacati, nei soviet. Dopo il breve arretramento dovuto al fallimento delle Giornate di luglio e alla seguente repressione poliziesca nei confronti dei bolscevichi, questi riuscirono a radicarsi nel soviet di Pietrogrado, di cui a settembre divenne presidente Trockij, in quello di Mosca e in molti soviet locali degli operai e dei soldati, oltre che presso i comitati militari del Fronte settentrionale e di quello occidentale e della Flotta del Baltico. Il 23 ottobre (10 ottobre del calendario giuliano) il Comitato centrale, su forte spinta di Lenin e Trockij, approvò la linea dell'insurrezione armata, superando le reticenze di un'ala attendista, guidata da Kamenev e Zinov'ev e inizialmente maggioritaria.
Si arrivò così alla Rivoluzione d'ottobre del 7 novembre (25 ottobre del calendario giuliano). Il Partito bolscevico salì al potere prendendo il controllo del territorio in alcuni casi in modo pacifico, come nella maggioranza delle città della Russia europea, in altre dopo accesi scontri con gli oppositori durati alcuni giorni, come a Mosca, o mesi, come nelle zone periferiche o in quelle abitate da minoranze nazionali quali i Cosacchi del Don o del Kuban'.
In un contesto internazionale che di lì a poco sarebbe stato caratterizzato da numerose sollevazioni rivoluzionarie, i bolscevichi e la Russia divennero il punto di riferimento di una parte significativa delle forze di sinistra di tutto il mondo grazie al successo della Rivoluzione d'ottobre, alle pratiche sociali radicali e alle posizioni pacifiste: fin dai primissimi giorni dopo la proclamazione della Repubblica sovietica russa, infatti, venne emanato un proclama ai popoli belligeranti per una pace senza annessioni né indennità e vennero attuate riforme di tipo socialista, come l'abolizione della proprietà privata delle terre e il loro trasferimento ai comitati agrari e ai soviet dei contadini e l'introduzione del controllo operaio sulle fabbriche. All'effettiva uscita della Russia dalla prima guerra mondiale si arrivò nel marzo 1918 con la sottoscrizione della pace di Brest-Litovsk, le cui condizioni sfavorevoli causarono l'abbandono del governo da parte dei socialrivoluzionari di sinistra, che fino a quel momento avevano collaborato con i bolscevichi.
Pochi giorni dopo, il VII Congresso votò a maggioranza la proposta di Lenin di assumere il nome di "Partito comunista russo (bolscevico)", per evidenziare la propria distanza dalle forze riformiste e segnare il definitivo superamento della fase borghese della rivoluzione. Intanto le realtà che si opponevano al potere sovietico acquisirono nuova forza anche grazie all'appoggio delle potenze straniere e si giunse alla guerra civile; fu allora varato il cosiddetto comunismo di guerra, un insieme di indirizzi sociali ed economici che, caratterizzati da spirito egualitario, nazionalizzazione radicale e misure eccezionali, come le requisizioni forzate del grano ai contadini, rafforzarono la centralizzazione del potere statale e il consolidarsi di questo nelle mani degli organi del partito.
Nel 1919, in una dura fase di isolamento del Paese, il PCR(b) fu promotore dell'Internazionale Comunista, con lo scopo di estendere la rivoluzione su scala mondiale e di difendere la Russia sovietica. Nello stesso anno il partito adottò all'VIII Congresso il proprio secondo programma, finalizzato alla concretizzazione dello Stato socialista.
Nel 1921 i bolscevichi, ormai sopravanzata l'Armata Bianca pressoché dappertutto, si trovarono a fronteggiare una grave crisi economica e sociale: Lenin lanciò allora la Nuova Politica Economica (NEP), che ripristinava elementi di capitalismo, in particolar modo nel settore agricolo, e approfondì la teorizzazione del concetto di capitalismo di Stato quale passaggio necessario a una società ancora non abbastanza moderna per l'immediata instaurazione del socialismo. In questa fase il pericolo che il proletariato, provato dai grandi sforzi degli anni precedenti, soccombesse di fronte al ritorno delle forze capitaliste spinse alla messa al bando delle altre organizzazioni politiche, in primis menscevichi e anarchici, e al divieto di frazionismo nel partito, che limitò quella che fino ad allora era stata una vita interna intensamente democratica.
Nel frattempo il lavoro guidato dal PCR(b) insieme alle forze rivoluzionarie delle Repubbliche socialiste limitrofe portò alla nascita dell'Unione Sovietica, sancita ufficialmente il 30 dicembre 1922.

### La guida di Stalin

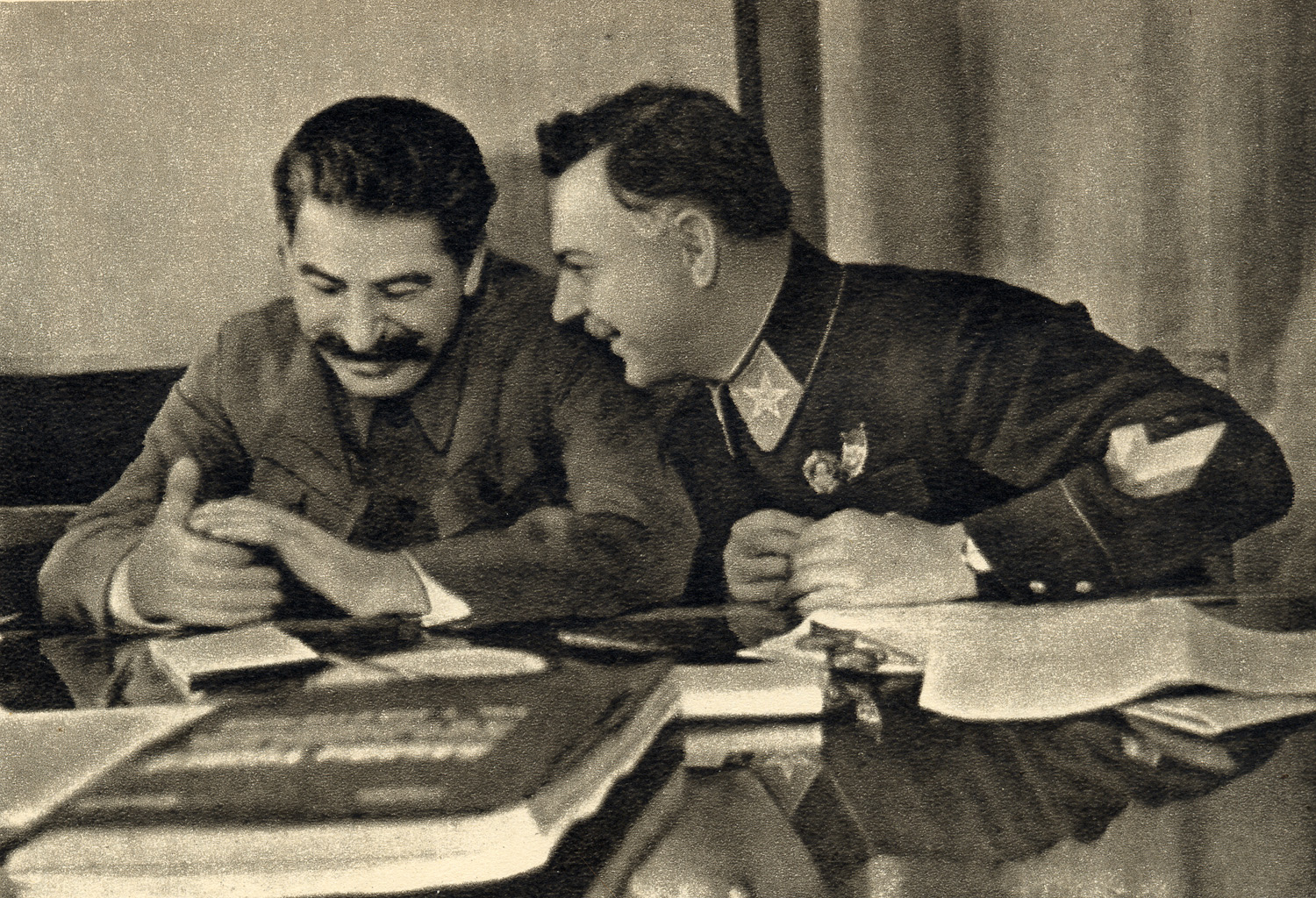
Stalin e Kliment Vorošilov nel 1935

Con la malattia e la morte di Lenin, avvenuta il 21 gennaio 1924, fu Stalin a prendere il controllo del partito e del Paese: appoggiato inizialmente da Zinov'ev e Kamenev, insieme ai quali costituiva una sorta di triumvirato, riuscì a indebolire la cosiddetta opposizione di sinistra di Trockij, cosicché la linea propugnata da quest'ultimo, quella della "rivoluzione permanente", soccombette alla teoria del "socialismo in un solo paese", sostenuta da Stalin e, con accenti diversi, da Bucharin. Essa venne ratificata nel 1925 dal XIV Congresso, che sancì tra l'altro la ridenominazione del partito in "Partito comunista di tutta l'Unione (bolscevico)" e fu teatro di prese di posizione contro Stalin da parte della cosiddetta "nuova opposizione", guidata da Zinov'ev e da Kamenev, ormai preoccupati dell'accresciuto potere del Segretario generale. Dopo la sconfitta congressuale l'opposizione trotskista e la nuova opposizione unificarono i propri sforzi contro il programma del socialismo in un solo paese, ma vennero definitivamente posti in minoranza nel 1927, in occasione del XV Congresso. I principali rivali di Stalin furono allora espulsi dal partito e in alcuni casi arrestati, mentre Trockij fu dapprima esiliato in Kazakistan e successivamente allontanato dall'URSS.
Liquidata l'opposizione di sinistra, acquisì forza la "deviazione di destra" di Bucharin, che puntava a un programma di sviluppo dell'industria leggera e dell'agricoltura, anziché concentrare gli sforzi sull'industria pesante. Anche questa tendenza fu tuttavia sconfitta, e Stalin alla fine degli anni venti lanciò il Primo piano quinquennale: anche a fronte di importanti sacrifici imposti alle campagne con il processo di collettivizzazione, ciò diede l'avvio alla realizzazione di un imponente sistema industriale che accompagnò la trasformazione del Paese in una superpotenza con un elevato livello di urbanizzazione, mobilità e istruzione.

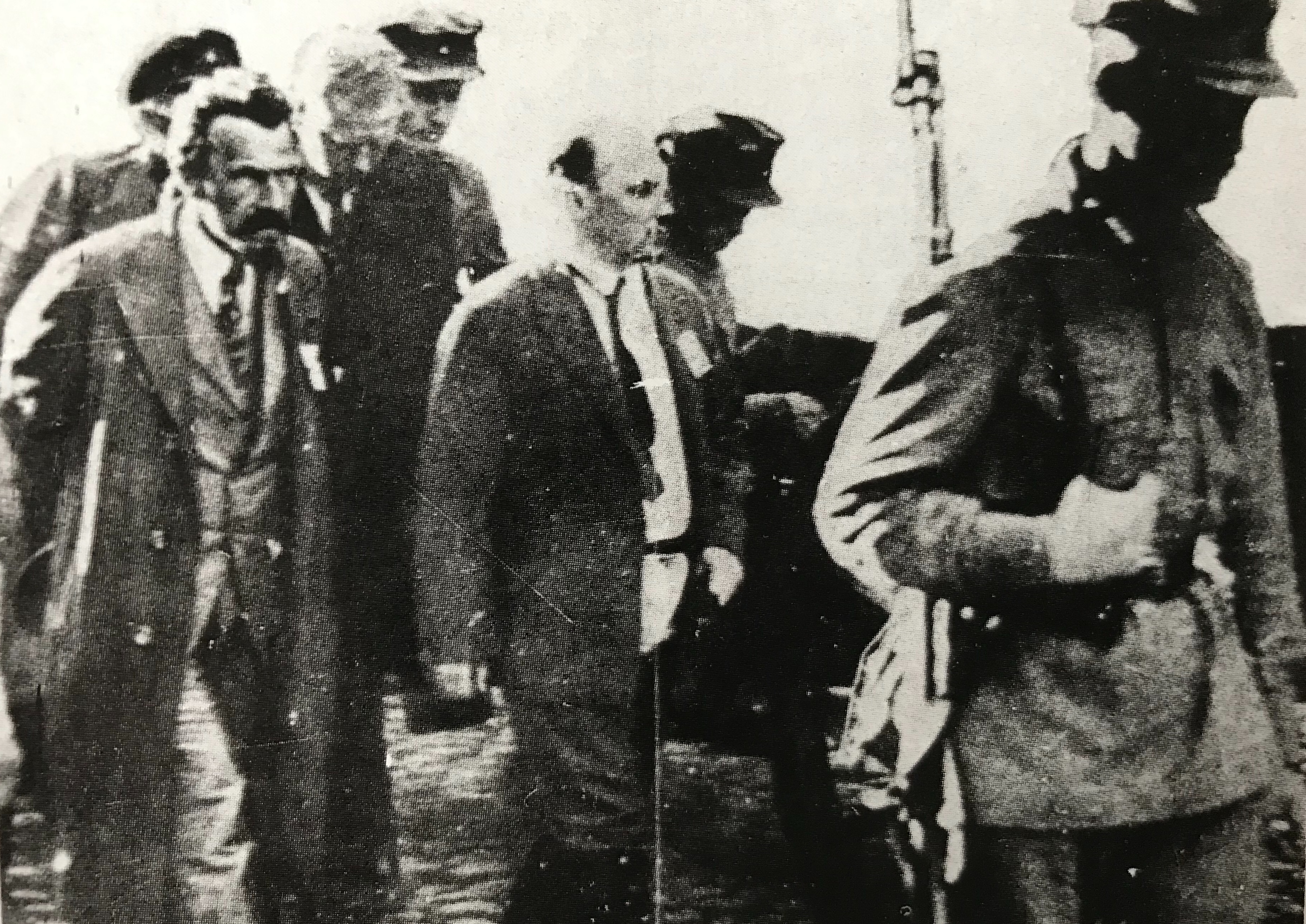
Rykov e Bucharin prima del processo a loro carico, 2 marzo 1938

Furono registrati «successi di grande portata», ma il percorso burocratico e repressivo nella gestione dello Stato avviato da Stalin indebolì il «legame democratico con i lavoratori». Le limitazioni al dibattito interno al partito che erano state introdotte in circostanze straordinarie nel 1921 furono accentuate, e il contrasto a ogni tipo di opposizione o differenza di opinioni ridusse la ricca dialettica del marxismo, del pensiero leniniano e delle correnti socialiste a poche verità assiomatiche. La concentrazione del potere nelle mani di Stalin e la definitiva sostituzione della leadership collettiva teorizzata da Lenin con una solida leadership personale raggiunse i massimi livelli a partire dal 1934. Gli anni immediatamente successivi furono caratterizzati dalle cosiddette Grandi purghe, durante le quali furono arrestati centinaia di migliaia di membri del partito, molti dei quali furono condannati a morte.
Una serie di processi pubblici si concluse con l'esecuzione dei principali oppositori di Stalin, tra cui nel 1936 Zinov'ev e Kamenev, nel 1937 Pjatakov, nel 1938 Bucharin e Rykov. Di un'analoga iniziativa, nota come affare Tuchačevskij, rimasero vittime anche i vertici dell'Armata Rossa.
Il successivo scoppio della seconda guerra mondiale costrinse il partito a un intenso lavoro dapprima di preparazione all'impegno bellico e poi, dopo l'invasione tedesca dell'URSS nel 1941, di organizzazione e coordinamento di tutte le componenti, da quelle produttive a quelle militari, che garantirono la vittoria finale sul nazismo. Al termine della guerra aumentò considerevolmente l'influenza dell'URSS nello scenario mondiale, in cui si consolidarono i blocchi contrapposti nella guerra fredda. Si accrebbero inoltre l'autorità di Stalin e il prestigio del partito, che per il tramite del neoistituito Cominform fungeva da guida e controllo delle omologhe organizzazioni giunte al potere nell'Europa orientale.
In questa fase il sistema repressivo si manifestò in forma meno violenta rispetto alla fine degli anni trenta, tuttavia ci fu spazio per il processo e la condanna a morte, nel 1950, degli esponenti del cosiddetto gruppo dei "leningradesi", tra cui l'economista Nikolaj Voznesenskij. Con Stalin ormai malato, crebbe il potere di Georgij Malenkov, cui fu affidata la relazione principale al XIX Congresso del 1952, in occasione del quale il Partito bolscevico subì una significativa riorganizzazione e ottenne la definitiva denominazione di "Partito Comunista dell'Unione Sovietica".

### La destalinizzazione

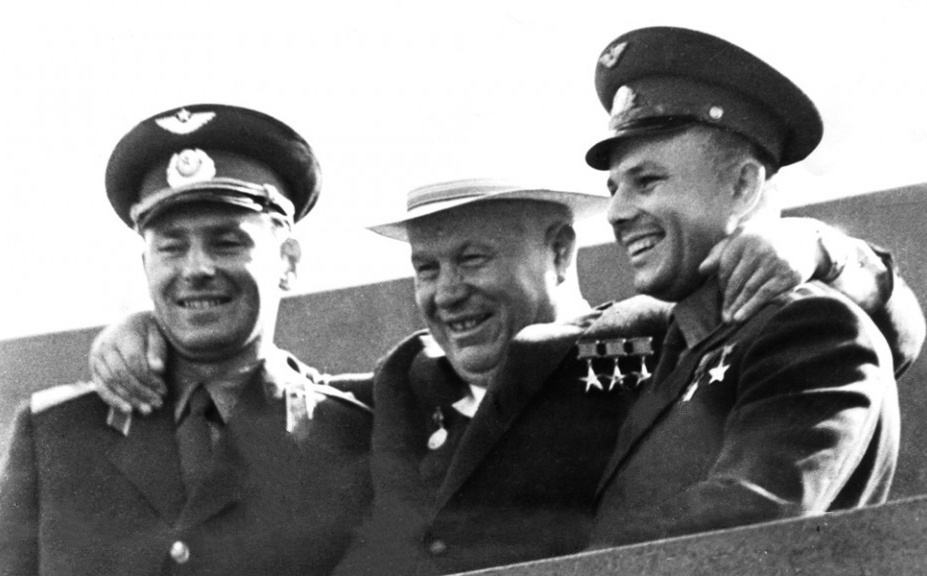
Chruščëv nel 1961 tra i cosmonauti German Titov e Jurij Gagarin

Stalin morì il 5 marzo 1953: si aprì allora un periodo di guida collettiva che, dopo il processo e la condanna alla pena capitale di Lavrentij Berija, si sviluppò in un dualismo tra Nikita Chruščëv, che divenne Primo segretario del PCUS, e Malenkov, Capo del Governo. Nel 1955 il contrasto si risolse a favore di Chruščëv, che rilanciò la già avviata politica del disgelo, finalizzata a superare il sistema repressivo dei decenni precedenti. Momento di svolta fu il XX Congresso del PCUS, svoltosi dal 14 al 25 febbraio 1956. Nell'occasione Chruščëv, attraverso il proprio rapporto segreto, denunciò il culto della personalità di Stalin e avviò il processo detto della "destalinizzazione", puntando al ripristino del principio della leadership collettiva nel partito e negli organismi statali. L'opinione pubblica sovietica perse la propria monoliticità politica e si divise tra stalinisti e antistalinisti, il che aprì la strada allo sviluppo di un «pluralismo semilegale» nella società e nel partito.
Nello stesso 1956 venne soppresso il Cominform come segnale di apertura verso la Jugoslavia di Tito, giacché proprio l'organizzazione internazionale era stata il principale strumento di una feroce campagna condotta da Stalin contro tale Paese, mentre a novembre venne bloccata dalle truppe sovietiche la Rivoluzione ungherese. L'anno successivo Chruščëv riuscì a consolidare significativamente il proprio potere respingendo un'iniziativa volta al suo rovesciamento guidata da Malenkov e dagli ex fedelissimi di Stalin Vjačeslav Molotov e Lazar' Kaganovič.
Alla fine degli anni cinquanta l'economia sovietica fece registrare un rapido sviluppo e il XXII Congresso del PCUS, nel 1961, in un periodo di espansione del socialismo su scala planetaria, ne considerò completata la costruzione nel Paese, prevista dal secondo programma del 1919. L'assemblea varò pertanto il terzo programma, che consisteva nella costruzione della società comunista. In breve però la situazione economica iniziò a peggiorare e si verificarono problemi anche a livello internazionale, esplicitati nella crisi dei missili di Cuba e soprattutto nelle sempre maggiori tensioni con il Partito Comunista Cinese nell'ambito della crisi sino-sovietica. Le scelte del Segretario, spesso assunte in completa autonomia, suscitarono un crescente malcontento. Nel 1964 si giunse pertanto alla rimozione di Chruščëv, al termine di un'operazione gestita dal Presidente del Presidium Leonid Brežnev e dai capi del Comitato per il controllo partitico-statale Aleksandr Šelepin e del KGB Vladimir Semičastnyj.

### Il socialismo sviluppato

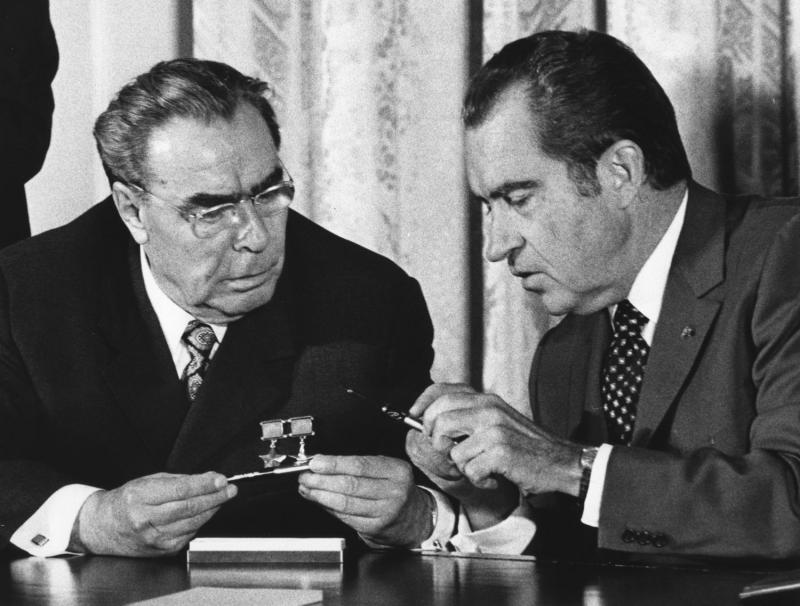
Brežnev con il Presidente degli Stati Uniti Richard Nixon nel 1973

La nuova dirigenza collettiva, incentrata sulle figure di Kosygin, Suslov e Brežnev, eletto Primo segretario, puntò a una politica di maggiore prudenza: si scelse di non acuire le tensioni intorno alla figura di Stalin, cosicché si iniziò a parlare il meno possibile sia del leader georgiano sia di Chruščëv. Il rovesciamento di quest'ultimo mise pertanto fine al periodo marcatamente antistalinista della leadership sovietica, ma allo stesso tempo non vennero raccolte le proposte di coloro che all'interno del partito puntavano alla completa riabilitazione di Stalin e alla cancellazione degli effetti del disgelo.
Sul piano economico, a partire dal 1965, sotto la direzione di Kosygin, furono varate riforme che privilegiavano l'industria leggera, introducevano metodi economici di gestione e ampliavano i poteri discrezionali dei dirigenti industriali; tali misure furono ridimensionate negli anni successivi, con il concentrarsi del potere nelle mani di Brežnev. Il nuovo corso poté vantare inizialmente buoni successi, ma soprattutto a partire dal 1974, mentre peggioravano le condizioni di salute del leader, l'economia cominciò a manifestare problemi, anche se la popolarità del Segretario generale si mantenne elevata e la stabilità permise alla qualità della vita dei cittadini sovietici di raggiungere livelli superiori al passato.
In politica estera, l'era Brežnev fu segnata dalla distensione con gli Stati Uniti, nell'ambito della quale venne tra l'altro sottoscritto il trattato di non proliferazione nucleare. Allo stesso tempo la nuova dirigenza puntò molto al rafforzamento dei rapporti con i Paesi del blocco orientale, che si tradusse anche in un più stringente controllo su di essi da parte sovietica, in ossequio alla cosiddetta dottrina Brežnev, che venne annunciata dopo l'intervento militare in Cecoslovacchia e che si proponeva il ritorno a una visione unitaria nel campo socialista. Tuttavia, si manifestarono in questo periodo significative divergenze con i Partiti comunisti italiano, francese, spagnolo e svedese, che iniziavano a teorizzare un modello di sviluppo alternativo a quello sovietico che avrebbe preso il nome di eurocomunismo, mentre la situazione di crisi con il Partito Comunista Cinese non fece segnare miglioramenti. Il contesto internazionale venne inoltre complicato dalla guerra in Afghanistan, scoppiata nel 1979.
Nel frattempo, nel 1977 venne approvata la nuova Costituzione dell'URSS, che consolidava il ruolo centrale del partito nel sistema politico. Si era nella fase, teorizzata nel periodo brežneviano, del "socialismo sviluppato", tappa intermedia verso il comunismo. In essa il PCUS affrontava nuovi compiti legati non più alla mobilitazione rivoluzionaria verso il cambiamento della società, ma al mantenimento dell'equilibrio e alla risoluzione dei conflitti fra i differenti gruppi sociali e fra gli interessi locali e quelli dei vari enti.
Tale rifiuto dell'accelerazione verso la definitiva costruzione del comunismo cui aveva puntato Chruščëv fu alla base dell'azione anche degli immediati successori di Brežnev, Jurij Andropov (1982-1984) e Konstantin Černenko (1984-1985), entrambi morti in carica dopo brevi periodi di governo che non riuscirono a risolvere le crescenti problematiche politiche ed economiche.

### Gorbačëv e la fine dell'Unione Sovietica

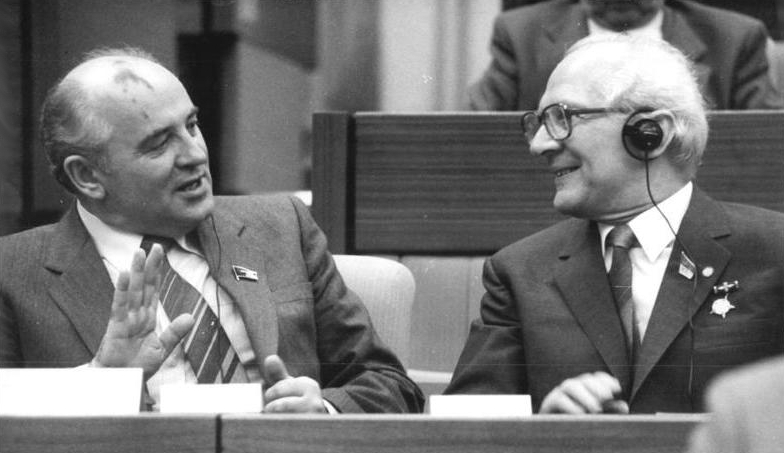
Gorbačëv con il Segretario generale della SED Erich Honecker nel 1986

Nel 1985 divenne Segretario generale del PCUS Michail Gorbačëv, che avviò profonde riforme, riassunte nella parola d'ordine di "perestrojka" (ricostruzione) e finalizzate all'instaurazione di un cosiddetto "Stato di diritto socialista" che rinnovasse il Paese senza rinnegarne i valori fondamentali. Gli interventi messi in atto soprattutto a partire dal 1988 avrebbero tuttavia in pochi anni condotto al crollo del sistema.
In questa fase il ruolo del partito subì un drastico ridimensionamento: la XIX Conferenza del PCUS, tenutasi in un clima di aperto scontro tra i sostenitori e i detrattori della politica di Gorbačëv, vide prevalere coloro che ritenevano indispensabile, per l'attuazione delle riforme economiche, la riorganizzazione del sistema politico e la separazione degli organi del PCUS da quelli statali, con trasferimento di maggior potere a questi ultimi. Nel 1989 si tennero le prime elezioni aperte a candidati esterni, mentre nel marzo 1990, modificando la Costituzione, fu sancita la fine del monopolio del partito sul potere politico.

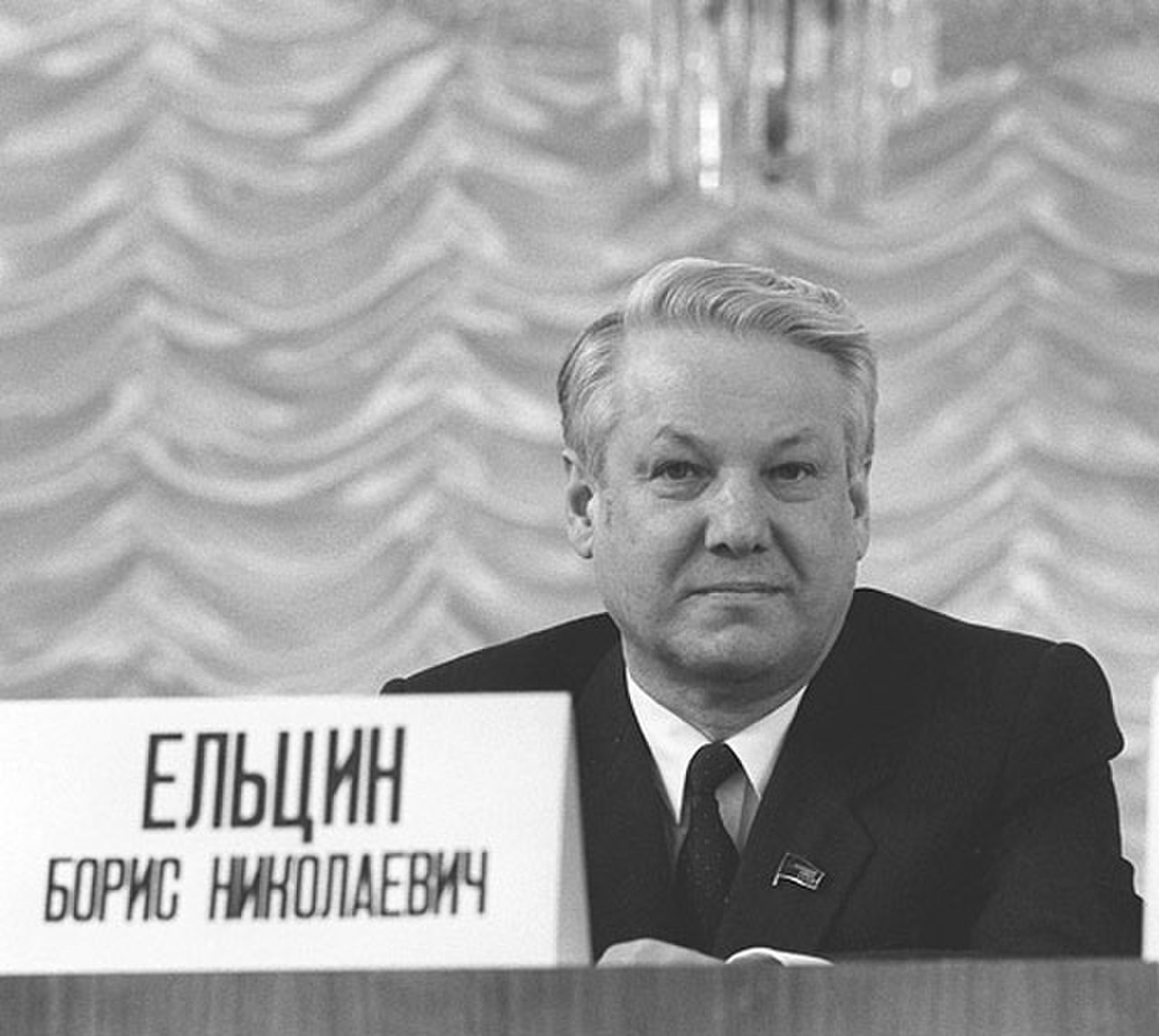
Boris El'cin nel 1989

La liberalizzazione del sistema politico innescò però nella società sovietica dinamiche che fecero perdere a Gorbačëv il controllo del corso degli eventi; si consolidò al contempo un movimento radicale, nel quale spiccava la figura di Boris El'cin, che puntava alla transizione verso l'economia di mercato e un sistema democratico di tipo occidentale. Il 24 agosto 1991, dopo il fallito colpo di Stato da parte dell'opposizione conservatrice, contraria alle riforme, Gorbačëv si dimise dal partito. Il giorno prima El'cin, in qualità di Presidente della RSFS Russa, aveva per decreto messo fuori legge il PCUS nel territorio della Repubblica. L'attività del partito fu poi sospesa in tutta l'Unione il 29 agosto dal Soviet Supremo dell'URSS. Nel novembre 1992, dopo la dissoluzione dell'Unione Sovietica, sul decreto di El'cin e su aspetti a esso connessi si pronunciò la Corte costituzionale, stabilendo che l'interruzione dell'attività del partito era conforme alla Costituzione, mentre tali non erano il bando delle sue articolazioni territoriali e la confisca dei suoi beni. La Corte rinunciò invece a sentenziare sull'eventuale costituzionalità del PCUS, essendo il partito ormai di fatto dissolto dalla fine del 1991.
Tra i numerosi nuovi partiti comunisti sorti in questo periodo, ha assunto una posizione egemonica il Partito Comunista della Federazione Russa (PCFR), fondato nel 1993, che si proclama erede ideale del PCUS e del Partito Comunista della RSFSR poiché formato su iniziativa dei loro organismi territoriali. Il PCFR, unitamente ad altri Partiti comunisti operanti nei Paesi dell'ex Unione Sovietica, fa parte dall'aprile 1994 dell'Unione dei Partiti Comunisti – Partito Comunista dell'Unione Sovietica.

## Ideologia

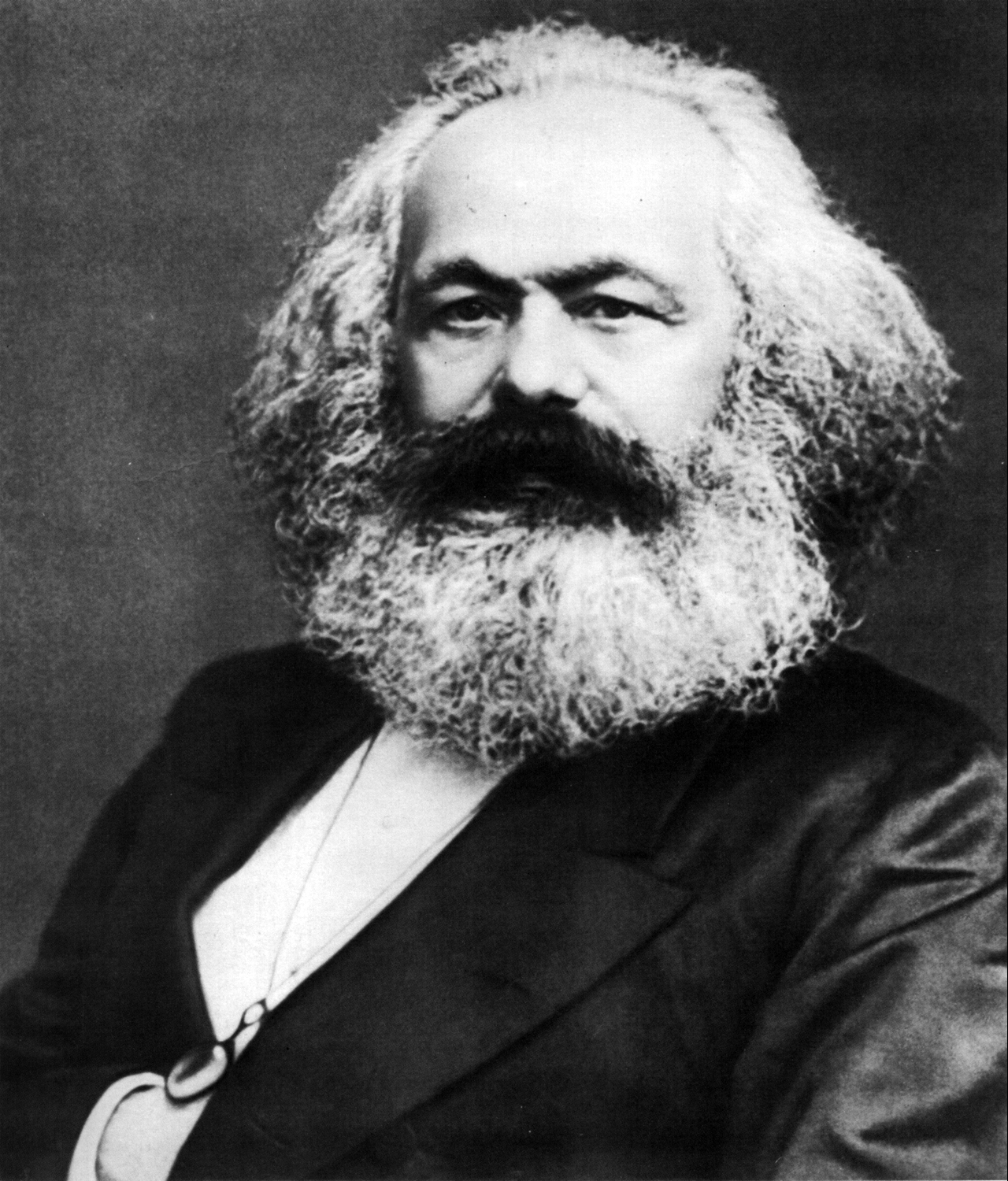
Karl Marx

Il Partito bolscevico ebbe i propri fondamenti teorici e organizzativi nel leninismo. Il termine, utilizzato inizialmente in chiave negativa dai detrattori, indica l'insieme delle elaborazioni condotte da Lenin, centrate sull'adesione al programma del marxismo rivoluzionario e sulla sua applicazione concreta alle lotte della classe operaia. Una parte significativa del contributo di Lenin interessò l'organizzazione del partito, che egli intendeva come una forza di avanguardia, centralizzata ma ramificata in una vasta rete di cellule locali, costituita da militanti dediti a un programma rigorosamente rivoluzionario; essi dovevano appartenere in prevalenza alla classe operaia e con essa interagire, senza tuttavia che il partito la inglobasse nel suo complesso.
Con il tempo nella realtà sovietica l'interpretazione del marxismo cominciò ad assumere caratteri sempre più conservatori, anche alla luce della mancata concretizzazione della rivoluzione mondiale auspicata dai bolscevichi, del ripiegamento verso la teoria del socialismo in un solo paese e dell'affermarsi dello stalinismo. Dagli anni trenta l'orientamento ideologico del partito si consolidò in una ben riconosciuta ortodossia con il nome di marxismo-leninismo: l'espressione comparve nel 1938 nel Corso breve di storia del Partito bolscevico, redatto dall'apposita commissione del Comitato centrale del PCU(b), che diede a tale pensiero e alla stessa storia del partito la forma di un dogma. In quell'anno vennero istituite le prime Università di marxismo-leninismo come una delle istituzioni del livello superiore della formazione partitica.
Descritto come il frutto del pensiero sviluppato da Marx e Engels e della successiva opera di adattamento alle condizioni concrete di una nuova epoca storica portato avanti da Lenin, il marxismo-leninismo costituisce un sistema integrato di filosofia, economia politica e dottrina politica finalizzato a indirizzare e risolvere il problema della trasformazione della società. Secondo tale visione, le prime due componenti forniscono la base teorica dell'azione politica, che da esse deriva il suo carattere scientifico e che le completa, facendo seguire alla teoria l'applicazione pratica.

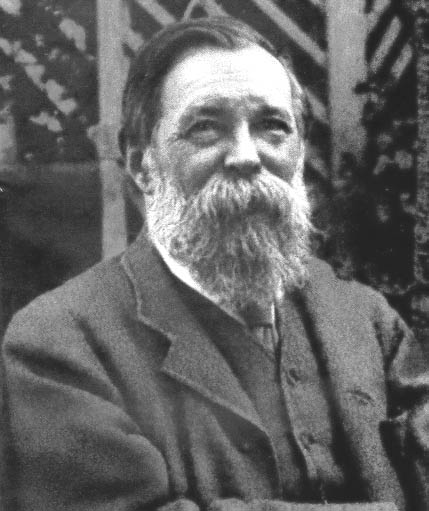
Friedrich Engels

La filosofia marxista-leninista si fonda sul materialismo dialettico, che considera il mondo come una totalità in divenire mossa da contraddizioni interne reali, e sul materialismo storico, che interpreta la storia come un susseguirsi di forme socio-economiche che conduce necessariamente al comunismo. L'economia politica del marxismo-leninismo giunge a sua volta alla necessità storica del passaggio dal capitalismo al socialismo e poi al comunismo partendo dalla teoria del valore-lavoro e dall'appropriazione del plusvalore da parte del capitale, che riduce il proletariato allo stremo spingendolo alla rivoluzione. Alla luce di tali basi filosofiche ed economiche, la dottrina politica diventa la guida che determina i percorsi e le forme della lotta di classe, della rivoluzione socialista, della costruzione del socialismo e del comunismo attraverso la dittatura del proletariato. Questa componente, che dagli anni sessanta venne detta "comunismo scientifico", viene considerata una scienza autonoma che fornisce il metodo alle scienze particolari e alla ricerca empirica.
L'ideologia marxista-leninista, considerata coincidente con il punto di vista della classe operaia, contribuì a legittimare il ruolo di leadership nel paese e nella società del partito, che si riteneva erede, custode e creativo continuatore dell'elaborazione di Marx, Engels e Lenin. In quest'ottica i dirigenti del partito e dell'URSS riuscirono fino agli anni ottanta a conservare un equilibrio tra i principi ideologici basilari e le innovazioni di volta in volta proposte, presentate come applicazione al presente delle teorie fondanti. Le revisioni teoriche staliniane, incentrate in particolare sull'idea del socialismo in un solo paese, furono seguite da quelle di Chruščëv, fondate sui concetti di coesistenza, competizione e transizione pacifiche e sulle idee dello Stato e del partito "di tutto il popolo", che contrastavano con le teorie della guerra, della rivoluzione e della politica di classe e che portarono il Partito Comunista Cinese ad accusare il PCUS di revisionismo.
Anche la politica della convergenza tra il sistema socialista e quello capitalista condotta durante il periodo brežneviano costituì una deviazione dai principi marxisti, ma fu con la perestrojka e la glasnost' che l'orientamento ideologico del PCUS subì un radicale e definitivo mutamento: a partire dal 1987, quando le riforme economiche diedero vita a strutture tipicamente capitaliste e Gorbačëv annunciò la rinuncia del partito al monopolio ideologico, iniziò un percorso che avrebbe portato all'affermazione del pluralismo in ambito prima culturale e poi politico, all'affermazione del primato dei valori universali dell'umanità su quelli di classe, alla rinuncia alla prospettiva comunista, alla critica delle pratiche di costruzione del socialismo secondo lo schema marxista-leninista, alla trasformazione del PCUS in senso socialdemocratico. All'interno del partito, prossimo al collasso, si formarono frazioni e gruppi, in alcuni dei quali venivano messi in discussione o apertamente condannati i fondamenti stessi del marxismo e del socialismo.

## Organizzazione

### Statuto

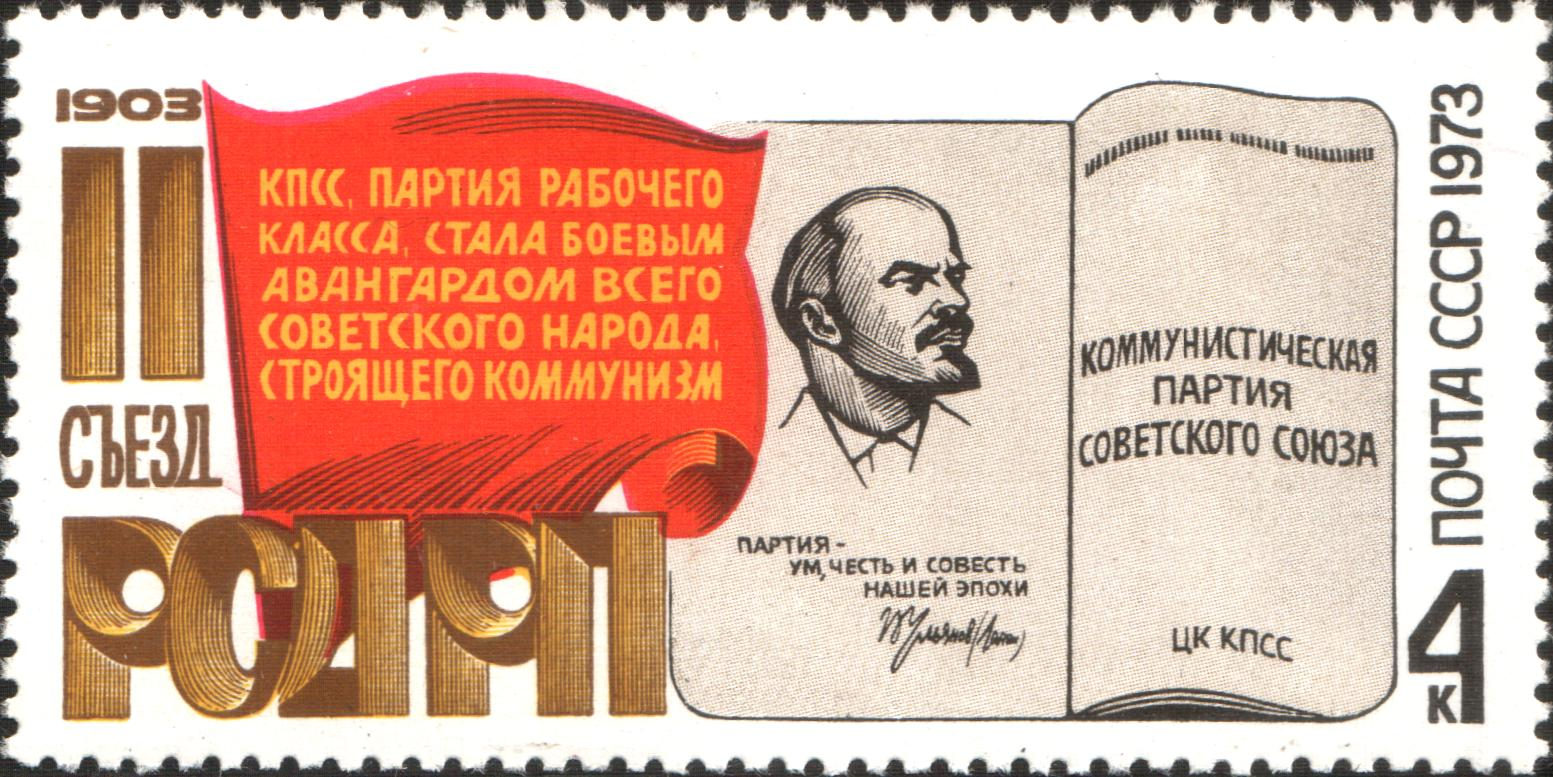
Francobollo sovietico del 1973 dedicato al II Congresso del POSDR (1903)

La legge fondamentale alla base della vita del partito era lo Statuto (in russo Устав?, Ustav) del PCUS. Nella sua prima versione esso fu adottato dal II Congresso del POSDR nel 1903, e proprio divergenze in merito a questo tema furono alla base della scissione fra bolscevichi e menscevichi. Un aperto scontro si ebbe sull'articolo 1 relativo all'adesione al partito: la formulazione proposta da Lenin richiedeva ai membri la partecipazione attiva a una delle organizzazioni del partito, mentre una versione alternativa, voluta da Julij Martov, accettava la presenza nel partito di tutti coloro che collaborassero con una delle sue organizzazioni, anche senza farne parte direttamente. Tale differenza, apparentemente marginale, evidenziava la volontà di Martov di fare del POSDR un'organizzazione ampia e di massa, mentre Lenin sosteneva la necessità di un partito d'avanguardia, snello e composto di rivoluzionari di professione. Lo Statuto approvato rifletteva l'idea di Lenin, con l'esclusione dell'articolo 1, che l'assemblea votò nella formulazione di Martov e che fu portato sulla posizione di Lenin al III Congresso del POSDR del 1905. Il IV Congresso, nel 1906, aggiunse allo Statuto il concetto di centralismo democratico, che garantiva l'unitarietà della linea politica. Su tale principio si sarebbe fondata l'attività del partito, e dopo il 1917 anche dello Stato, per i successivi decenni.

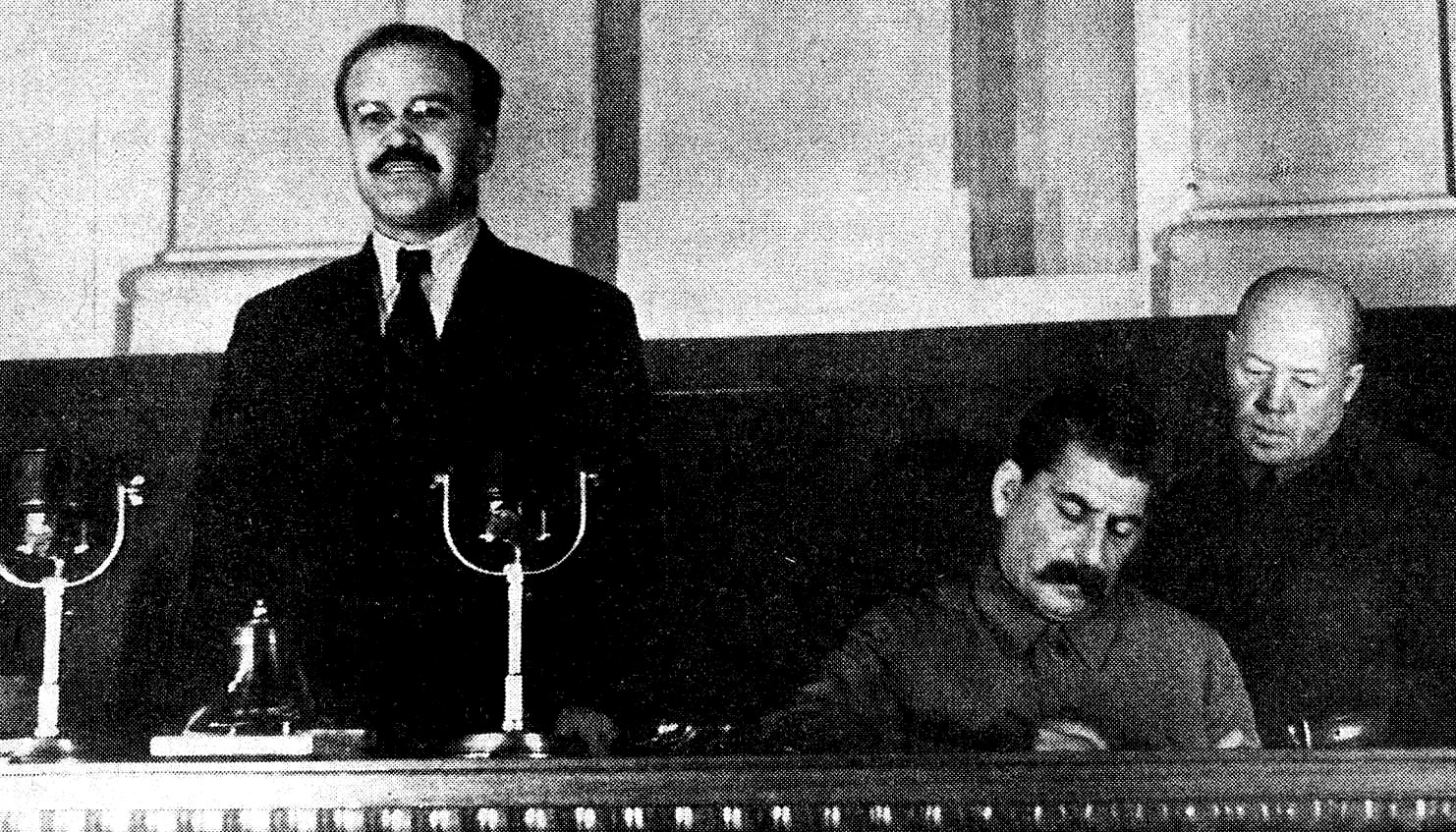
Molotov, Stalin e Poskrëbyšev alla presidenza del XVII Congresso (1934)

Uno Statuto molto ampliato, che doveva regolare il partito ormai salito al potere, fu adottato nel 1919 dall'VIII Conferenza del PCR(b), che ratificò il documento preparato dal Comitato centrale su mandato dell'VIII Congresso. In esso, tra l'altro, fu introdotto il concetto della "cellula" come base del partito, fu prevista una fase di candidatura, finalizzata all'apprendimento di programma e tattica, prima dell'adesione dei nuovi membri, e furono regolate le frazioni del partito nelle istituzioni sovietiche e nelle organizzazioni esterne. Tra gli interventi apportati successivamente, di particolare importanza è il divieto di costituzione di frazioni nel partito, stabilito nel 1921 dal X Congresso, che allo stesso tempo ribadì nello Statuto il principio dell'assunzione delle decisioni tramite il più ampio dibattito interno e quello della libertà di critica.
Nella nuova redazione del XVII Congresso (1934) venne ufficializzato il ruolo del partito come «nucleo avanzato e organizzato del proletariato dell'Unione Sovietica e forma suprema della sua organizzazione di classe». Le modifiche portate allo Statuto al XIX Congresso del 1952 furono invece soprattutto centrate sulla riorganizzazione degli organismi dirigenti, con la trasformazione del Politburo in Presidium del Comitato centrale e l'abolizione dell'Orgburo. Nel 1961, al XXII Congresso, il PCUS fu ridefinito «partito di tutto il popolo sovietico» e fu rafforzato nello Statuto il carattere collettivo della gestione, mentre il XXIII Congresso, nel 1966, ripristinò il Politburo del Comitato centrale e inserì per la prima volta nel testo dello Statuto la figura del Segretario generale.
Dopo ulteriori modifiche di rilievo marginale, il XXVIII Congresso approvò uno Statuto profondamente cambiato, in cui furono eliminati i riferimenti al ruolo dirigente del partito nella società, mentre l'obiettivo della vittoria del comunismo venne sostituito con la costruzione di un socialismo "umano e democratico". Il nuovo Statuto, inoltre, federalizzò il partito, conferendo alle sue sezioni repubblicane il potere di elaborare propri documenti programmatici e normativi, e modificò i criteri di elezione del Segretario generale, non più per opera del Comitato centrale ma del Congresso stesso.

### Struttura
Il partito era organizzato secondo il principio del centralismo democratico, per cui l'autorità si formava dalle cellule di base e, attraverso gli organismi intermedi, raggiungeva quelli centrali, per poi ridiscendere come disciplina attraverso gli stessi rami.
Il vertice di tale sistema, sebbene la sua funzione sia presto divenuta di carattere più formale che sostanziale, era il Congresso del PCUS. Negli intervalli tra i Congressi (che si tenevano con cadenza annuale nella prima fase postrivoluzionaria per diventare sempre più rari durante l'epoca staliniana e stabilizzarsi poi a una periodicità quinquennale) la suprema autorità del partito diventava il Comitato centrale, eletto dal Congresso. Entro il 1919 furono definite le strutture dirigenziali ristrette che il Comitato centrale eleggeva al proprio interno, il Politburo (tra il 1952 e il 1966 trasformato in Presidium del Comitato centrale), l'Orgburo (soppresso nel 1952) e la Segreteria. Nel 1922 venne istituita la carica di Segretario generale del Comitato centrale, che negli anni successivi Stalin rese una posizione di grande potere, in particolare sfruttando il controllo della Segreteria sulle nomine nei ruoli chiave del partito e degli organismi statali. Il Comitato centrale era organizzato in numerosi dipartimenti distinti per ambiti di applicazione, che supervisionavano l'operato degli organismi dello Stato e degli altri settori della società sovietica, e che operavano di fatto come una sorta di "Stato nello Stato".
A partire dalla IX Conferenza (1920) venne istituita anche la Commissione centrale di controllo, che nel 1934 fu ristrutturata in Commissione del controllo di partito e posta alle dipendenze della Segreteria del Comitato centrale. Dopo varie riorganizzazioni, essa sarebbe tornata ad assumere la denominazione originale tra il 1990 e il 1991.
In seguito alla nascita dell'URSS (1922) il partito si strutturò in sezioni per ciascuna delle Repubbliche dell'Unione tranne la RSFS Russa, che era rappresentata direttamente dagli organismi centrali del PCUS. In ogni Repubblica si tenevano Congressi che eleggevano il Comitato centrale della sezione repubblicana del partito, che a sua volta eleggeva un Politburo e un Primo segretario. I delegati ai Congressi repubblicani erano eletti dai Comitati regionali (obkom) del partito di ciascuna oblast' o da quelli territoriali (krajkom) dei kraj, che a loro volta erano eletti dalla Conferenza regionale o territoriale. Le Conferenze regionali e territoriali e i Congressi repubblicani eleggevano inoltre i delegati al Congresso a livello di Unione, secondo modalità stabilite dal Comitato centrale. I delegati delle Conferenze regionali e territoriali provenivano dai Comitati di distretto (rajkom) dei singoli rajon, dai Comitati cittadini (gorkom) o dai Comitati di circondario (okružkom) degli okrug. I vari Comitati di partito, organizzati in reparti distinti per ambito di specializzazione, eleggevano al proprio interno un Ufficio politico e un Primo segretario, mentre gli obkom erano dotati anche di una Segreteria.

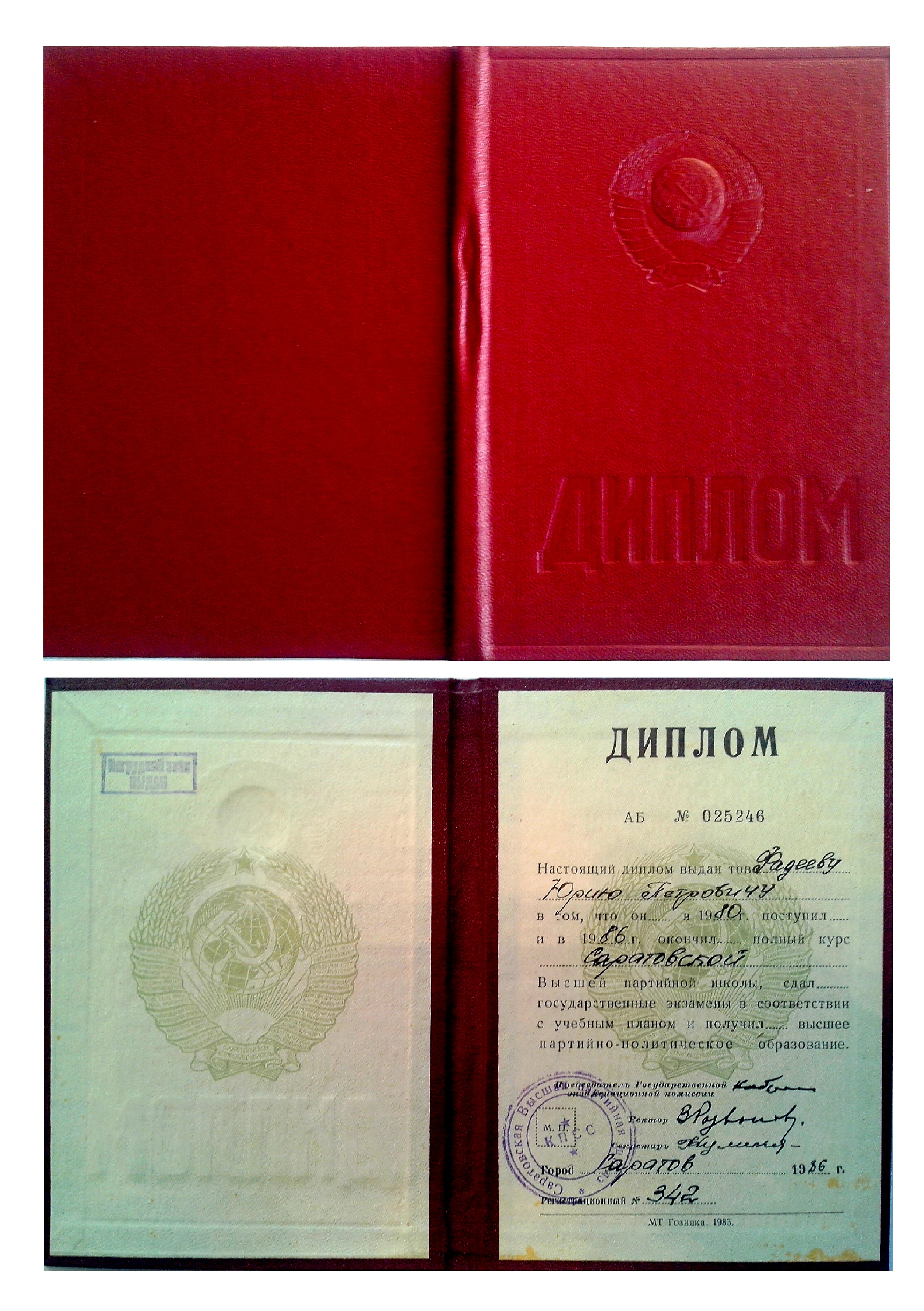
Diploma rilasciato nel 1986 dalla filiale di Saratov della Scuola superiore di partito

Al livello basilare del partito vi erano le cellule, dal 1934 indicate come Organizzazioni partitiche primarie (OPP), che erano sezioni organizzate composte da un minimo di tre membri e dislocate nelle fabbriche, nei sovchoz, nei kolchoz, nei reparti dell'esercito, nelle istituzioni scolastiche e negli altri enti e uffici. Nelle aziende più grandi le Organizzazioni primarie potevano contare anche centinaia di militanti, e in questo caso erano divise in uffici distinti per unità produttiva. Ogni OPP era guidata da un Comitato esecutivo (partkom) e da un Segretario. I partkom eleggevano i delegati alle Conferenze di distretto, città o circondario che a loro volta eleggevano i rispettivi Comitati di partito. Nel 1986 il partito era organizzato in circa 450 000 OPP, 3 500 rajkom, 900 gorkom e 150 obkom e contava circa 19 000 000 di iscritti, il 45% dei quali appartenenti alla classe operaia, per il 59% di etnia russa.
I quadri dirigenti del partito e degli organismi statali si formavano tramite il sistema delle Scuole di partito, organizzato a livello superiore, repubblicano e interregionale. I corsi degli istituti superiori erano riservati a membri del PCUS da almeno tre anni con esperienza di lavoro nel partito, negli organismi statali o nelle testate giornalistiche o a coloro che avessero dimostrato capacità organizzative negli organi elettivi; la durata era di due anni per chi era già in possesso del diploma di laurea e di quattro anni per chi aveva conseguito il diploma di istruzione media superiore. Tra le discipline insegnate vi erano storia del PCUS, filosofia marxista-leninista, economia politica, comunismo scientifico, edificazione del partito, diritto dello Stato sovietico, storia del movimento comunista internazionale e di quello di liberazione nazionale, giornalismo, russo, lingue straniere. La direzione delle scuole superiori era svolta dalla Scuola superiore di partito presso il Comitato centrale, erede dell'Università comunista Sverdlov istituita negli anni immediatamente successivi alla rivoluzione. Nel 1946 presso il Comitato centrale fu organizzata anche l'Accademia di scienze sociali.

### Adesione

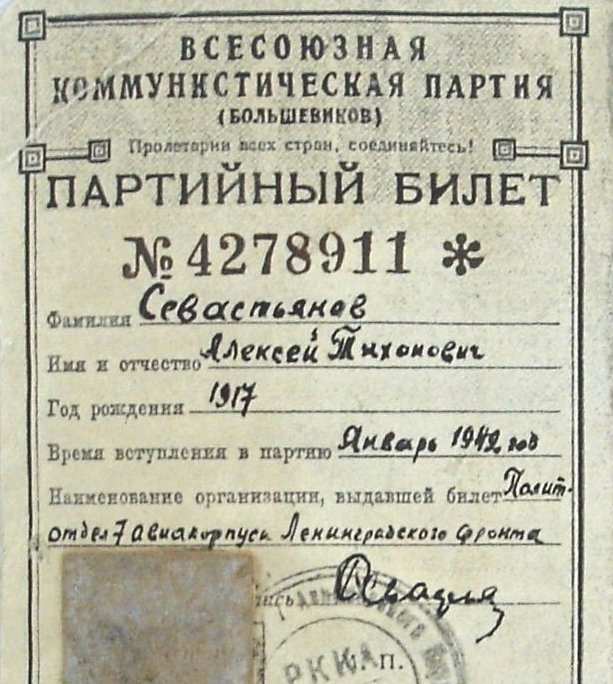
Una tessera del PCU(b) valida per l'anno 1942

L'iscrizione al partito era preceduta a partire dal 1919 da un periodo di candidatura. La procedura di ammissione, sia al ruolo di candidato sia a quello di membro effettivo, prevedeva che ogni richiedente fosse presentato all'Organizzazione primaria di riferimento da un determinato numero di membri, appartenenti al partito da un periodo di tempo minimo. La durata della candidatura, il quantitativo di presentatori necessari e la durata della militanza minima nel partito di questi ultimi sono variati nel corso della storia, e dal 1922 al 1939 dipendevano dalla categoria professionale di appartenenza del richiedente. Secondo lo Statuto approvato dall'XI Congresso, vi erano condizioni più agevoli per tutti gli operai e per i contadini membri dell'Armata Rossa, poi per gli altri contadini e per gli artigiani che non sfruttassero il lavoro altrui, e infine per gli altri lavoratori, mentre quello del 1934 collocava nella prima categoria gli operai industriali con esperienza di oltre cinque anni, nella seconda gli altri operai dell'industria, gli operai agricoli, gli operai e i kolchoziani dell'Armata Rossa e i lavoratori tecnico-ingegneristici, nella terza i kolchoziani, i membri delle unioni artigiane e gli insegnanti della scuola primaria, nella quarta gli altri.
Nel 1939 le differenze fra i lavoratori furono eliminate in considerazione della valutazione delle modifiche intervenute nella struttura di classe della società e furono uniformati sia il periodo di candidatura, della durata di un anno (ridotta a tre mesi per i soldati dell'Armata Rossa durante la seconda guerra mondiale), sia l'iter di ammissione. Esso prevedeva che ogni candidato fosse presentato all'Organizzazione primaria da tre membri del partito da almeno tre anni (dal 1966 cinque anni) che avessero lavorato con il candidato per almeno un anno. Sulla candidatura deliberava poi l'assemblea generale dell'OPP (dal 1966 con maggioranza dei due terzi), la cui decisione doveva essere ratificata dal Comitato di livello superiore (rajkom o gorkom); passaggi analoghi erano previsti per le procedure di esclusione dal partito.
Ai membri era richiesto, tra l'altro, di fungere da esempio nell'atteggiamento verso il lavoro, di partecipare attivamente alla vita politica del Paese, di osservare la morale comunista, di rispecchiare nella propria vita quotidiana le decisioni del partito e di spiegarne la politica alle masse, di padroneggiare la teoria marxista-leninista, di lottare contro le manifestazioni dell'ideologia borghese, dei pregiudizi religiosi e della psicologia individualistica, di diffondere i principi dell'internazionalismo socialista e il patriottismo sovietico.
Sostanziali modifiche al titolo inerente all'adesione al partito furono introdotte nello Statuto dal XXVIII Congresso (1990), che tra l'altro soppresse sia il periodo di candidatura sia l'obbligatorietà della presentazione da parte di membri effettivi.

### Organizzazioni giovanili

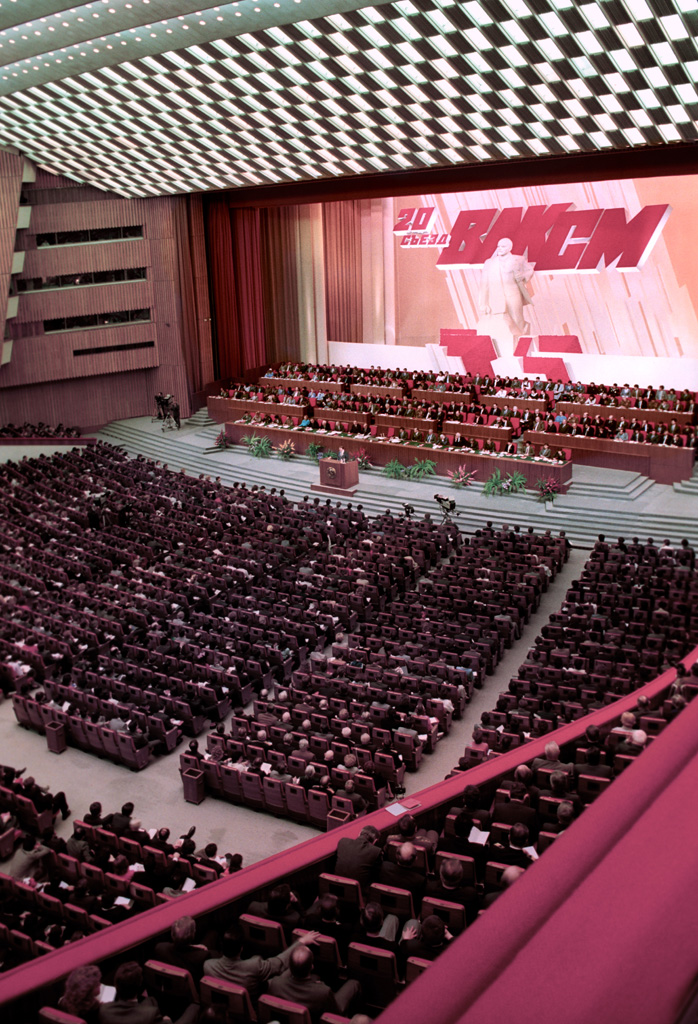
Il XX Congresso del Komsomol al Cremlino di Mosca nel 1987

La gioventù sovietica era organizzata nell'Unione comunista leninista della gioventù pansovietica (Komsomol o VLKSM), una struttura che, secondo il proprio statuto, rappresentava "supporto attivo e riserva del partito". Tra i suoi compiti vi era la collaborazione con il partito nell'educare i giovani secondo lo spirito del comunismo, nel coinvolgerli nella costruzione della società nuova, nel formare una generazione completamente sviluppata, capace di vivere nella fase del comunismo.
Le prime organizzazioni giovanili, indipendenti ma strettamente connesse al partito, erano nate già prima della Rivoluzione d'ottobre, in particolare dopo le decisioni assunte in questo senso dal VI Congresso del POSDR(b) dell'estate 1917. Tali organizzazioni si riunirono nel 1918 nell'Unione comunista della gioventù russa, che nel 1924 fu intitolata a Lenin e nel 1926 assunse la denominazione definitiva, estesa a tutta l'Unione Sovietica.
La struttura del Komsomol, impostata secondo il principio del centralismo democratico, rifletteva quella del partito: organo superiore era il Congresso di tutta l'Unione, e tra le sessioni del Congresso operava il Comitato Centrale del VLKSM, che a sua volta eleggeva Segreteria e Ufficio politico. Le organizzazioni primarie del Komsomol si costituivano nelle aziende, nei kolchoz, nei sovchoz, negli istituti scolastici, nei reparti dell'Armata Rossa e della Marina. Potevano aderire all'Unione i giovani e le giovani di età compresa fra i 14 e i 28 anni, e tale adesione era un passaggio obbligatorio per l'iscrizione al PCUS da parte dei richiedenti di età inferiore ai 20 anni, nel 1971 innalzata a 23. Per i bambini di età compresa fra i 9 e i 14 anni operava invece l'Organizzazione dei pionieri di tutta l'Unione, la cui attività era curata dallo stesso Komsomol, mentre tra i 7 e i 9 anni si era Figli dell'Ottobre (in russo Октябрята?, Oktjabrjata).
Il VLKSM si sciolse in occasione del proprio XXII Congresso straordinario, nel settembre 1991. Nel corso della sua storia vi militarono oltre 200 milioni di persone.

### Stampa

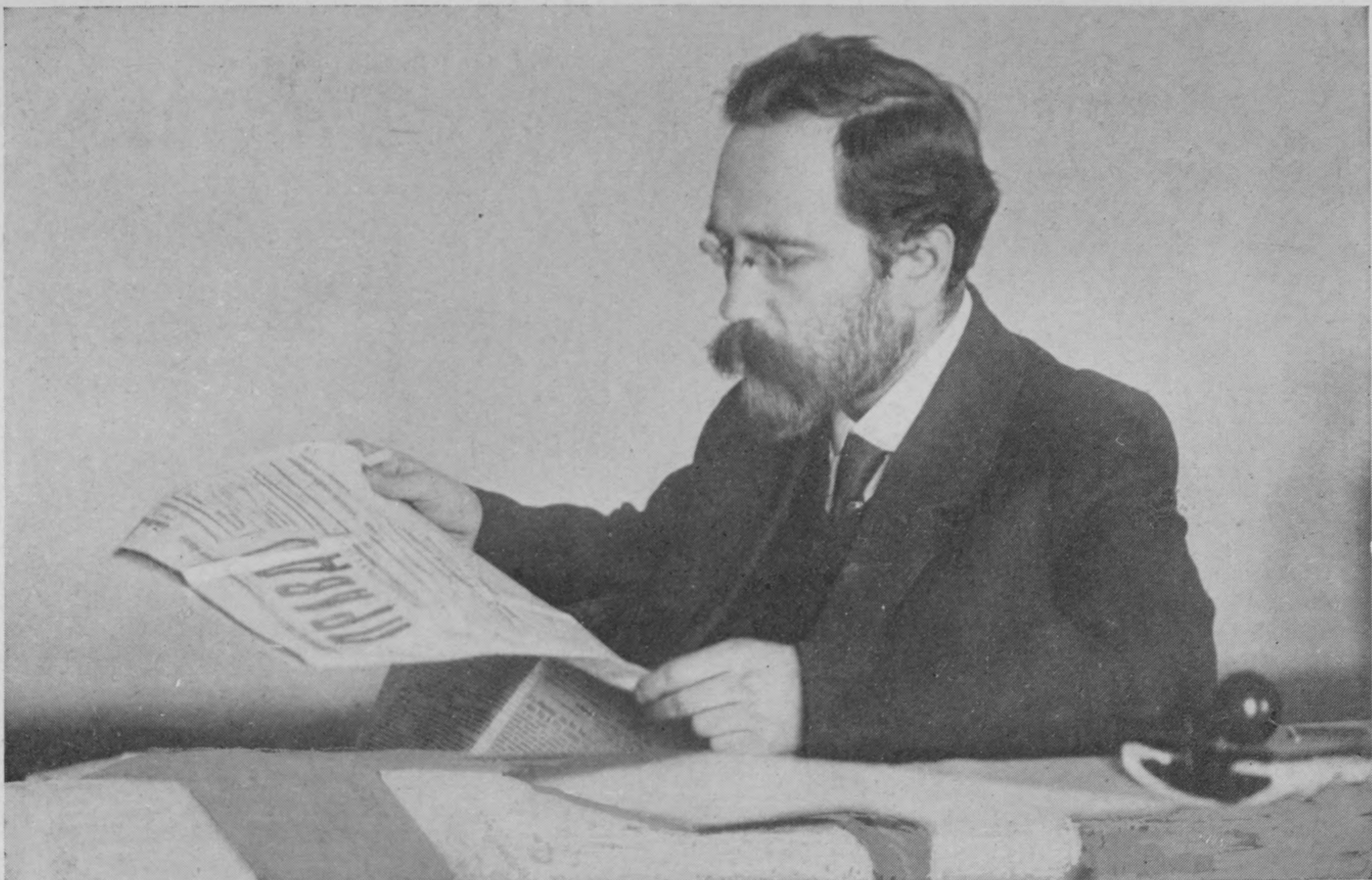
Lev Kamenev legge la Pravda (1921)

La stampa rivestì un ruolo primario fin dagli albori del movimento bolscevico. Ripetutamente Lenin aveva sottolineato l'importanza di tale mezzo per il movimento operaio in un contesto come quello della Russia zarista, in cui mancavano tutte le possibilità organizzative presenti nei Paesi dell'Europa occidentale, quali attività parlamentare, agitazione elettorale, assemblee popolari, partecipazione a organismi pubblici locali rurali e urbani, associazioni sindacali e corporative. In coerenza con queste considerazioni venne fondato nel 1900 il giornale clandestino Iskra (lett. La Scintilla), nel cui ambito vennero sostenute le idee, compendiate da Lenin nel saggio Che fare?, che avrebbero portato nel 1903 alla nascita della corrente bolscevica del POSDR. Quest'ultima fondò nel 1904 il giornale Vperëd (Avanti), contrapposto all'Iskra passata nel frattempo sotto il controllo menscevico, e in seguito il Proletarij (Il Proletario), il Social-demokrat (Il socialdemocratico) e, nel 1912, la Pravda (La Verità), che operò legalmente fino al 1914 e poi dal marzo 1917, quando divenne l'organo ufficiale del POSDR(b).
In totale, prima della Rivoluzione d'ottobre il movimento bolscevico curò circa 500 pubblicazioni, diverse delle quali in varie lingue europee e dei popoli della Russia. Con la presa del potere e poi con la nascita dell'Unione Sovietica si sviluppò l'articolato sistema della "stampa sovietico-partitica", sotto il controllo diretto del partito stesso. Oltre alla Pravda, che negli anni settanta aveva una tiratura di più di 10 000 000 di esemplari, il Comitato centrale curava, tramite l'omonima casa editrice Pravda, la redazione di numerosi altri quotidiani, quali Sel'skaja žizn' (Vita rurale, 7,7 milioni di copie) e Sovetskaja Rossija (La Russia sovietica, 2,6 milioni), e riviste, tra cui Kommunist (Il comunista), Agitator (L'agitatore) e Političeskoe samoobrazovanie (Autoformazione politica). Proprie case editrici e pubblicazioni erano gestite anche dalle sezioni repubblicane del partito, mentre una vasta rete di riviste e giornali era curata dalle organizzazioni giovanili. Dal 1925 organo del Comitato centrale del Komsomol fu la Komsomol'skaja Pravda, che nel 1987 aveva una tiratura di oltre 17 000 000 di copie. Complessivamente, in Unione Sovietica in quell'anno venivano pubblicati 8 800 quotidiani e 1 629 periodici.

## Rapporto con gli organismi statali
Il ruolo di interprete della volontà della classe operaia che era riconosciuto al partito garantì a questo una posizione di preminenza nella gestione del potere conquistato con la Rivoluzione d'ottobre e nell'applicazione della dittatura del proletariato. L'VIII Congresso del PCR(b), nel 1919, stabilì che in tutti gli organi statali venissero formate cellule di partito rigidamente soggette alla disciplina; l'obiettivo prefissato era quello di cercare di ottenere il controllo dei Soviet e di dirigerne l'azione, senza tuttavia sostituirsi a essi, muovendosi all'interno dei confini stabiliti dalla Costituzione sovietica del 1918 che assegnava ai Soviet stessi tutto il potere.

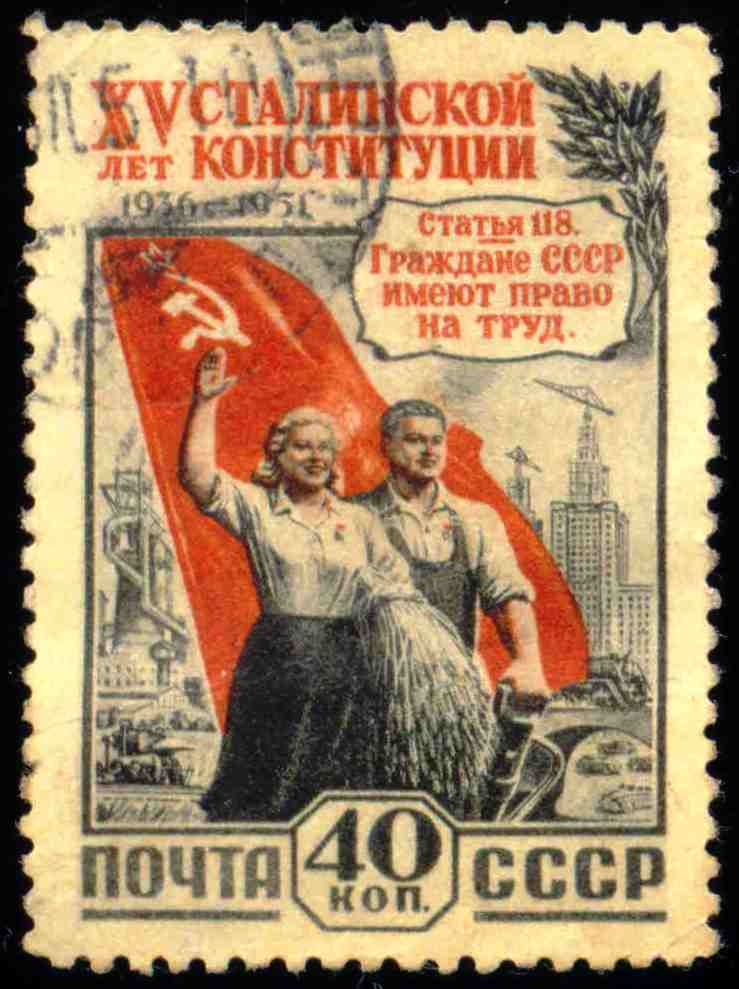
Francobollo del 1951 dedicato al quindicesimo anniversario della Costituzione sovietica del 1936

Nella pratica della guerra civile e del comunismo di guerra, tuttavia, l'apparato statale e quello partitico iniziarono a fondersi. Negli anni successivi si accentuò il trasferimento di potere dallo Stato verso i vertici del partito e si affermò il sistema della nomenklatura, cioè la nomina da parte del Comitato centrale di un sempre maggiore numero di dirigenti e funzionari di organismi statali e di altre organizzazioni sociali quali sindacati, cooperative e banche.
La funzione direttiva del partito fu ufficializzata nella redazione del 1936 della Costituzione dell'URSS, nella quale il Partito bolscevico venne indicato come «nucleo dirigente di tutte le organizzazioni dei lavoratori, tanto sociali che di Stato». Durante la seconda guerra mondiale, data la situazione di emergenza, le strutture del PCU(b) si diedero un rigido inquadramento militare e assunsero su di sé la responsabilità dello svolgimento diretto delle funzioni amministrative sia a livello centrale sia a quello territoriale, con i vertici del partito che guidavano il Comitato di difesa dello Stato e le analoghe strutture locali.
Dopo la morte di Stalin per un breve periodo si profilò la prospettiva, non dovuta a un cosciente disegno di riforma istituzionale, di un indebolimento dell'apparato del PCUS nello Stato a fronte dell'accresciuta rilevanza della funzione di Presidente del Consiglio dei ministri. La tendenza si invertì comunque dopo pochi mesi fino al riaffermarsi della leadership da parte del detentore della posizione di vertice nel partito, cui in seguito sarebbero stati affiancati anche ruoli statali in particolare per disporre di maggiore autorità nell'arena internazionale.
A partire soprattutto dagli anni sessanta l'espressione con cui ufficialmente veniva descritta la funzione del partito fu quella di "ruolo guida", che si esplicava nella presenza di una cellula di partito in tutte le strutture ministeriali, militari o dei servizi di sicurezza e nella supervisione di ciascuna di esse da parte di un apposito dipartimento del Comitato centrale. Nella Costituzione del 1977 venne posta tra i principi fondamentali, all'articolo 6, la descrizione del PCUS come «forza direttrice ed orientativa della società sovietica, nucleo del suo sistema politico e di tutte le organizzazioni statali e sociali», che, «armato della dottrina marxista-leninista, stabilisce la prospettiva generale di sviluppo della società, la linea della politica interna ed estera dell'URSS, dirige la grande attività edificatrice del popolo sovietico, conferisce un carattere sistematico e scientificamente fondato alla sua lotta per la vittoria del comunismo».
Tale organizzazione impostata sul potere del cosiddetto "Partito-Stato" e su una sostanziale duplicazione tra i comitati di partito e i Soviet venne meno nella fase di leadership di Gorbačëv, quando fu tentata la costruzione di un nuovo apparato istituzionale: al tradizionale modello di Stato come struttura debole perché transitoria, subordinata al partito, che rappresentava l'avanguardia verso il comunismo, si tentò di sostituire un modello più solido, dando vita a istituti tipici delle democrazie parlamentari e spostando il potere dal partito agli organi statali.

## Affiliazioni internazionali

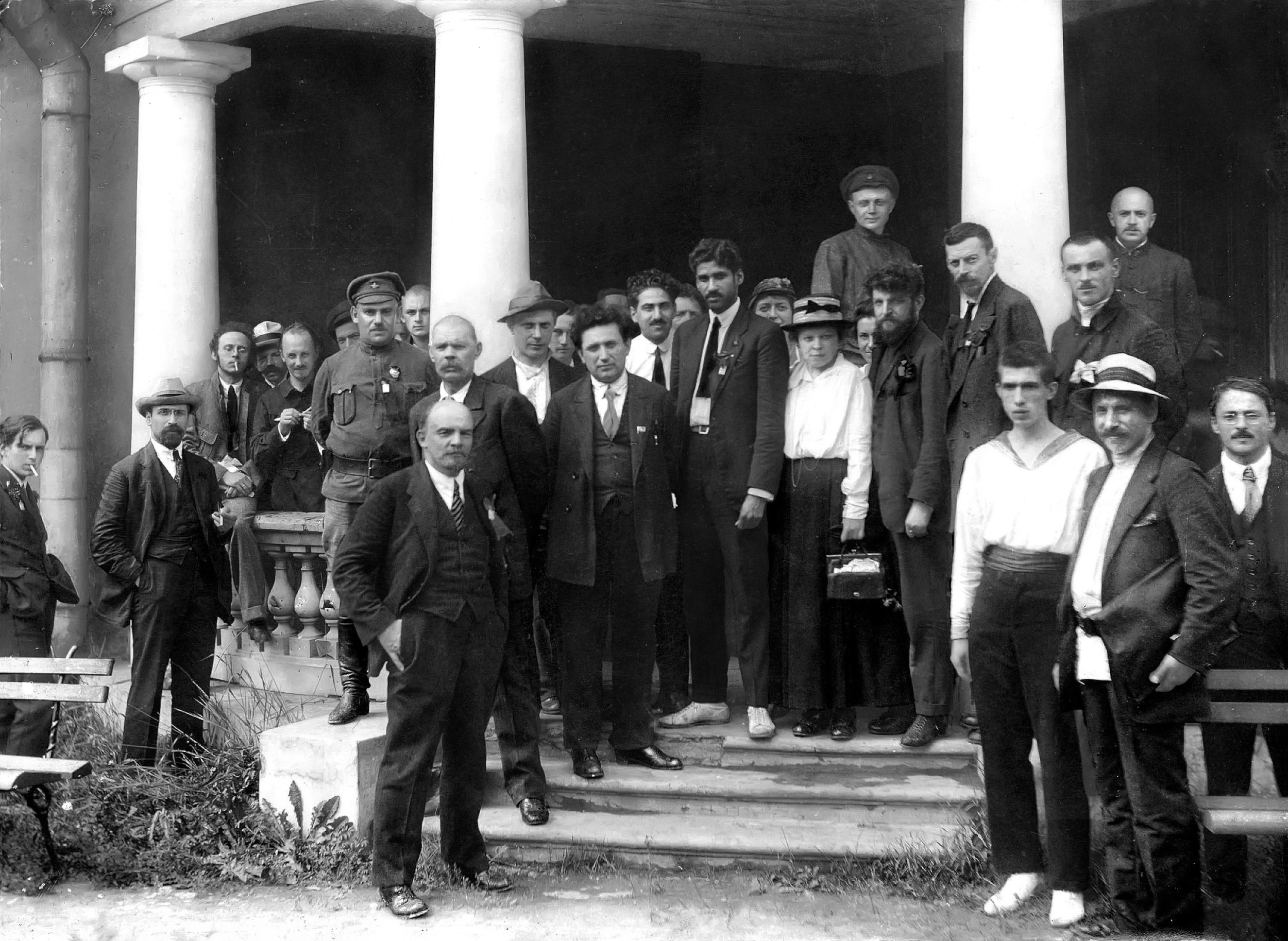
Delegati al II Congresso del Comintern nel 1920 a Pietrogrado

Il POSDR fin dalla fondazione del partito fece parte della Seconda Internazionale, che naufragò nel 1914, allo scoppio della prima guerra mondiale, quando la maggior parte dei socialisti dei Paesi partecipanti al conflitto, con l'eccezione di russi, serbi e altre piccole minoranze, votarono i crediti militari, venendo meno ai propri impegni antibellici.
Il Partito bolscevico su iniziativa di Lenin fu quindi promotore dell'Internazionale Comunista (Comintern), spostando sul piano mondiale la lotta contro i socialriformisti che in Russia si era concretizzata con la Rivoluzione d'ottobre. Il Congresso fondativo del Comintern si tenne a Mosca nel 1919 con la partecipazione di 52 delegati, in rappresentanza di 35 partiti di Paesi europei, americani e asiatici, e fissò gli obiettivi dell'educazione rivoluzionaria delle masse, della diffusione del sistema dei Soviet, della mobilitazione in difesa della Rivoluzione russa. Nell'organizzazione si palesò subito una netta prevalenza bolscevica, e il Comitato esecutivo, inizialmente diretto da Zinov'ev, si trovò di fatto a funzionare come uno dei dipartimenti del partito russo.
Il Comintern fu ufficialmente sciolto nel maggio 1943, nel pieno della seconda guerra mondiale, per garantire maggiore libertà d'azione alle forze progressiste dei paesi capitalisti impegnate nella lotta contro il fascismo, affinché esse non fossero accusate di non agire nell'interesse dei rispettivi popoli ma dell'URSS, e per dare a Stalin maggiore credibilità agli occhi degli Alleati. Successivamente il PCUS gestì le proprie relazioni con i partiti stranieri tramite il Dipartimento internazionale del Comitato centrale, istituito nello stesso anno.
Dal 1947, in risposta al consolidarsi dell'influenza degli Stati Uniti sui paesi capitalisti europei, fu attivo anche il Cominform, di cui facevano parte i partiti comunisti al potere nei paesi del blocco orientale insieme a due organizzazioni non al governo, il Partito Comunista Italiano e quello francese. Tale struttura, finalizzata al recupero del controllo da parte del PCUS sugli altri partiti marxisti e, in subordine, al coordinamento dell'azione del PCI e del PCF contro i progetti americani nell'Europa occidentale, ebbe uno scopo essenzialmente difensivo. Nel 1948 ne fu espulso il Partito comunista di Jugoslavia nell'ambito dello scontro che si era aperto tra Stalin e Tito. Nel 1956, con l'avvio della destalinizzazione, il Cominform fu soppresso, mentre l'anno dopo si tenne a Mosca il primo Incontro internazionale dei partiti comunisti e operai: alla presenza dei delegati di 64 organizzazioni, in esso si tentò, dopo il terremoto provocato dal XX Congresso del PCUS, di arrivare a una posizione unitaria, che tuttavia si rivelò più formale che sostanziale; un risultato analogo ebbe la successiva Conferenza del 1960, cui presero parte i rappresentanti di 81 partiti, nella fase di crescente conflittualità tra URSS e Cina. Un terzo Incontro internazionale, meno partecipato, si svolse nella capitale sovietica nel 1969, all'indomani della crisi cecoslovacca.
Nel frattempo, nel febbraio 1957, a seguito della Rivoluzione ungherese dell'anno precedente, il Dipartimento internazionale del Comitato centrale era stato diviso in due uffici distinti, il Dipartimento per le relazioni con i partiti comunisti dei Paesi capitalisti e quello per le relazioni con i partiti comunisti e operai dei Paesi socialisti, che per i primi dieci anni fu guidato da Jurij Andropov. Quest'ultimo ufficio fu soppresso nel 1988 per volontà di Gorbačëv, che intendeva cessare gli interventi nella politica interna dei Paesi satelliti, superando la teoria brežneviana della sovranità limitata.

## Programma
Il programma era il documento teorico fondamentale, contenente l'obiettivo finale e i principali compiti da assolvere in un dato periodo. Nel corso della storia del partito ne vennero adottate tre versioni, la prima delle quali risale al 1903 ed era finalizzata al rovesciamento rivoluzionario della monarchia. Nel 1919, dopo il successo della Rivoluzione d'ottobre, fu adottato il secondo programma, con l'obiettivo della costruzione del socialismo, mentre il terzo documento, approvato nel 1961, si prefiggeva la definitiva instaurazione del comunismo. Profonde modifiche programmatiche furono adottate dagli ultimi due Congressi, nel 1986 e nel 1990, riflettendo le intenzioni della dirigenza riformatrice dell'epoca gorbacioviana.

### Primo programma

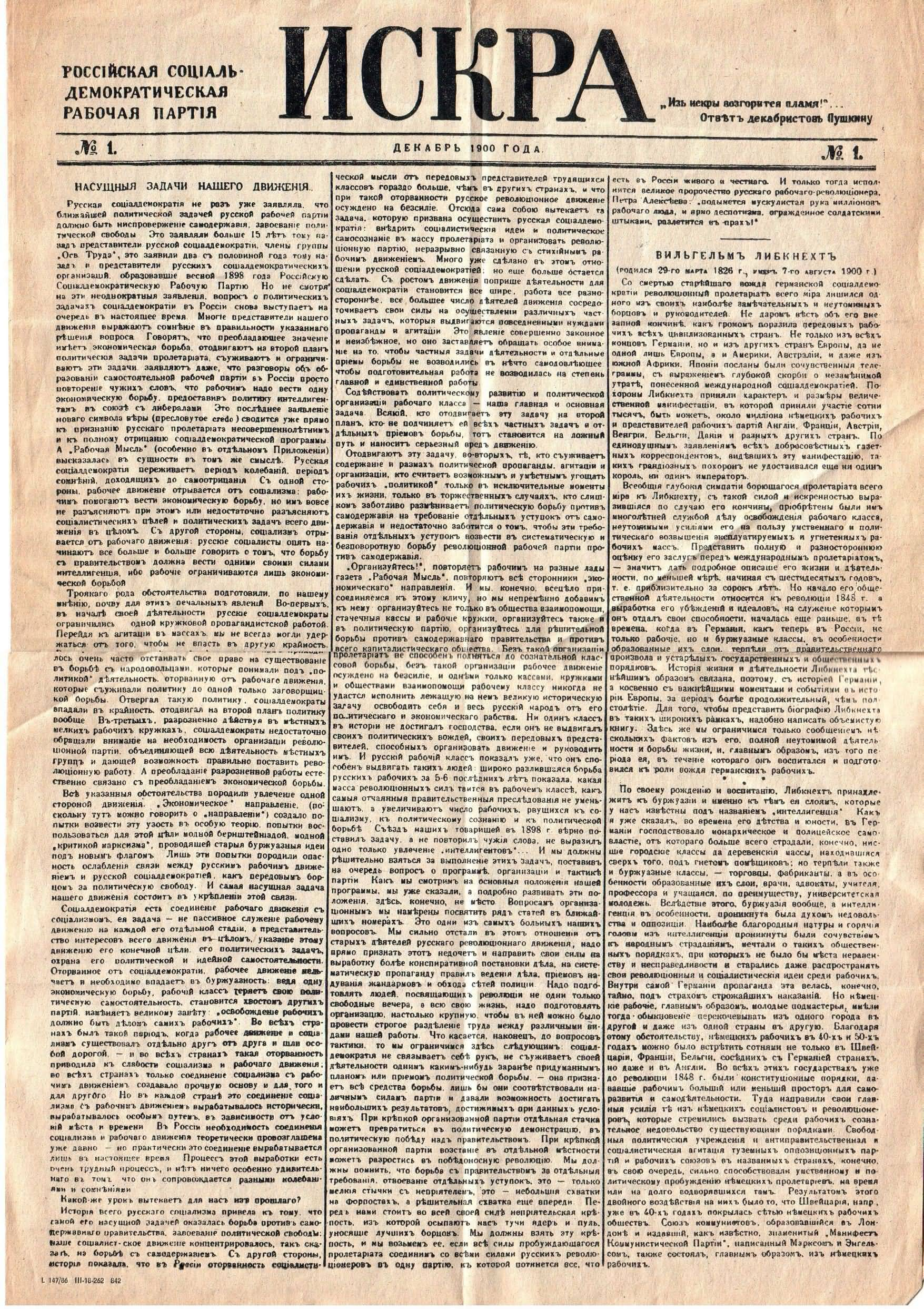
Il primo numero del giornale Iskra (dicembre 1900)

Le prime bozze di programma della socialdemocrazia russa furono elaborate negli anni ottanta del XIX secolo da Georgij Plechanov e nel decennio successivo da Lenin. Una commissione di cui facevano parte entrambi insieme ad altri componenti della redazione del giornale Iskra giunse nel 1902 alla produzione di un documento nel quale si cercò un compromesso tra le posizioni più caute di Plechanov e quelle più spregiudicate di Lenin. Il programma fu approvato l'anno successivo al II Congresso del Partito Operaio Socialdemocratico Russo (il primo effettivo dopo quello fondativo del 1898, svoltosi in condizioni precarie). In quell'occasione gli "iskristi" si spaccarono su questioni organizzative, dando così origine alle correnti bolscevica e menscevica, ma condivisero l'impostazione del programma.
Esso era diviso in due parti: la prima, di carattere teorico, costituiva il programma massimo, che puntava al superamento del capitalismo e all'instaurazione della dittatura del proletariato; la seconda, il programma minimo, conteneva gli obiettivi pratici immediati, finalizzati alla sostituzione della monarchia con una repubblica democratica, e comprendeva richieste di carattere politico (come il suffragio universale, la libertà di parola, stampa, assemblea e associazione, l'istruzione gratuita per tutti, la separazione tra Stato e Chiesa) e di diritti sociali per gli operai (tra cui la giornata lavorativa di otto ore, il divieto di lavoro infantile, la pensione di vecchiaia e disabilità) e per i contadini (come la restituzione delle terre loro sottratte nella fase di abolizione della servitù della gleba, e in genere il superamento di tutti i residui di questa).

### Secondo programma

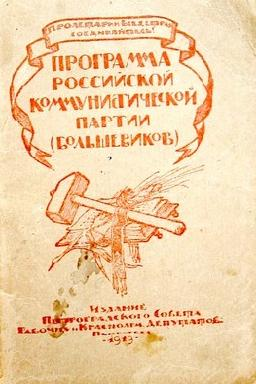
Copertina di un'edizione del 1919 del secondo programma

Il secondo programma fu approvato a seguito del successo della Rivoluzione d'ottobre, quando il nuovo compito del partito era diventato quello di guidare la transizione dal capitalismo al socialismo.
La necessità di rivedere il programma alla luce dei cambiamenti nella società era già stata manifestata da Lenin nelle Tesi di aprile. Nel marzo 1918 il VII Congresso del Partito Comunista Russo costituì una commissione, guidata dallo stesso Lenin, che elaborò il documento che un anno più tardi fu discusso all'VIII Congresso. Il programma venne approvato con integrazioni e modifiche proposte a seguito della discussione svolta nella stampa, negli organi locali del partito e al Congresso stesso, al termine di un ampio dibattito, i protagonisti del quale furono Lenin e Bucharin.
Nel documento si analizzavano le caratteristiche della società capitalista e se ne descriveva la sua evoluzione verso l'imperialismo, individuando come condizioni fondamentali per il successo su di esso la fratellanza e l'unità d'azione del proletariato di tutti i Paesi. Veniva inoltre definito il potere sovietico come nuovo tipo di Stato in cui il potere reale appartiene agli operai e ai contadini, in antitesi con la società borghese, fondata sullo sfruttamento delle classi dominanti sui lavoratori. Lo scopo di unificare tutti i lavoratori implicava, secondo il documento, la necessità della piena uguaglianza fra le nazioni e dell'eliminazione di ogni privilegio per qualsiasi gruppo nazionale rispetto agli altri.
Tra i principali compiti fissati dal programma sul piano economico, vi erano il completamento dell'esproprio dei beni della borghesia e la trasformazione dei mezzi di produzione in proprietà collettiva dei lavoratori, la pianificazione statale, lo sviluppo della scienza e il suo più stretto collegamento alla produzione; innovazioni e collettivizzazioni erano previste anche nell'ambito agricolo, per potenziare l'agricoltura e saldare l'unità tra operai e contadini.
Il programma si soffermava inoltre sulla questione scolastica, ponendo tra l'altro l'obiettivo dell'educazione obbligatoria e gratuita per tutti i ragazzi, del sostegno statale all'autoformazione di operai e contadini, del più ampio accesso all'università per tutti coloro che lo desiderassero, della soppressione dell'educazione religiosa per eliminare i pregiudizi a essa connessi. Con lo scopo di difendere la patria sovietica dai nemici e permettere la costruzione pacifica del socialismo si individuava anche la necessità della costituzione di un esercito regolare degli operai e dei contadini, l'Armata Rossa.

### Terzo programma

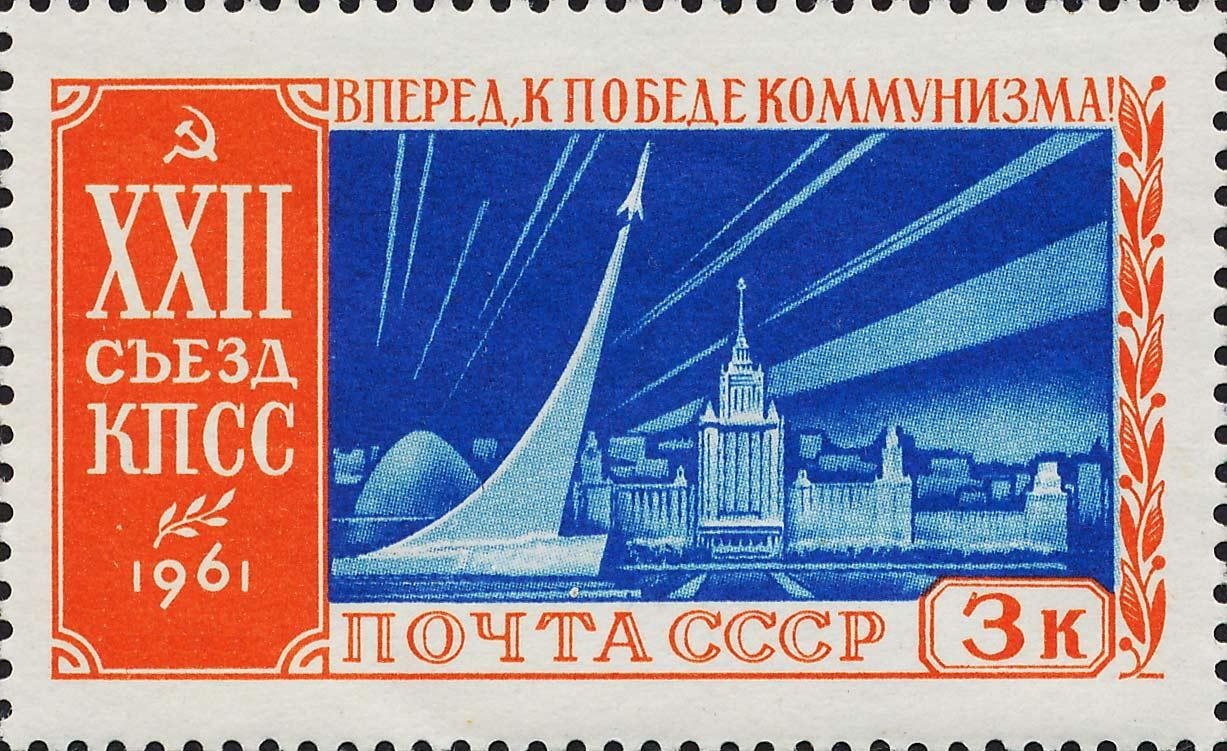
Un francobollo dedicato al XXII Congresso del PCUS

Il terzo programma del PCUS fu elaborato su mandato del XX Congresso (1956), che giudicò completa e definitiva la vittoria del socialismo in Unione Sovietica e ritenne pertanto raggiunti gli obiettivi fissati dal documento del 1919. Il nuovo programma, finalizzato alla costruzione della società comunista, venne approvato il 31 ottobre 1961 dall'assemblea del XXII Congresso.
Esso si richiamava esplicitamente al marxismo-leninismo come ideologia della società nuova e si poneva in continuità con il Manifesto di Marx e Engels e con i primi due programmi del partito. Descriveva la nascita e il rafforzamento del sistema mondiale del socialismo, la crescita del movimento operaio internazionale, di quello di liberazione nazionale, il crollo del sistema coloniale; si soffermava sull'inevitabilità storica del passaggio dal capitalismo al socialismo in tutto il mondo e sulla necessità di relazioni internazionali fondate non sull'imperialismo ma sulla pace, l'uguaglianza, l'autodeterminazione dei popoli, la coesistenza pacifica.
Con il terzo programma, il PCUS stabiliva tre obiettivi fondamentali tra loro interconnessi: la costruzione delle basi tecnico-materiali per il comunismo, la trasformazione delle relazioni sociali socialiste in relazioni sociali comuniste, l'educazione di tutti i lavoratori alla coscienza comunista. Si puntava pertanto, tra l'altro, al perfezionamento tecnico, tecnologico e organizzativo di tutti i settori produttivi, al fine di garantire l'abbondanza di beni materiali e culturali per tutti, in ossequio al principio per cui ognuno deve avere secondo le proprie necessità. Il programma mirava inoltre, nella fase di transizione, all'espansione della democrazia socialista attraverso i Soviet e alla preparazione dei lavoratori all'autogoverno comunista da parte di tutte le organizzazioni sociali, come i sindacati, il Komsomol, le associazioni culturali e sportive.
Veniva poi affrontato il tema dei rapporti tra i gruppi nazionali dell'URSS, fissando obiettivi egualitari secondo i principi dell'internazionalismo socialista e individuando, come risultato da ottenere nel lungo termine, quello del superamento delle differenze nazionali. Sul piano dell'educazione si puntava a un ulteriore potenziamento del sistema scolastico, dell'università e della ricerca, data l'irrealizzabilità del comunismo in assenza di sviluppo scientifico e progresso tecnico e sociale. Il testo si concludeva con la previsione secondo cui l'attuale generazione di cittadini sovietici avrebbe avuto la possibilità di vivere nella società comunista, che avrebbe dovuto concretizzarsi nel giro di due decenni.
Il XXVII Congresso del 1986 adottò una differente versione del terzo programma che, pur utilizzando un linguaggio in continuità con il passato, evidenziava errori commessi negli anni settanta e nei primi anni ottanta e puntava a profondi cambiamenti. Nel documento si poneva l'obiettivo dell'accelerazione dello sviluppo socioeconomico del Paese, mettendo l'accento su una trasformazione in senso qualitativo di tutti gli aspetti della vita della società sovietica. Il successivo XXVIII Congresso, nel 1990, a causa dei forti contrasti interni caratteristici dell'ultima fase di attività del PCUS non riuscì ad arrivare all'approvazione di un nuovo programma, ma adottò una piattaforma che spostava il partito su posizioni socialdemocratiche.

## Congressi e Conferenze
Il Congresso (in russo Съезд?, S''ezd) era l'organismo dirigente supremo del PCUS. Tra gli altri compiti aveva quelli di valutare l'operato del Comitato Centrale e di eleggerne la nuova composizione, oltre che di apportare modifiche al Programma e allo Statuto del partito. A convocare il Congresso era lo stesso Comitato Centrale, che stabiliva i criteri di rappresentanza con apposita deliberazione. Tali criteri sono variati nel tempo: ad esempio, per il X Congresso del 1921 i delegati vennero eletti dalle Conferenze di Governatorato e da quelle dell'esercito in ragione di un rappresentante con voto deliberativo per ogni mille iscritti e per i resti superiori a 500, e di un rappresentante con voto consultivo per ogni resto compreso tra 300 e 500; per il XXIV Congresso del 1971 i delegati vennero invece eletti dalle Conferenze regionali e territoriali e dai Congressi repubblicani nella misura di un voto deliberativo ogni 2 900 membri effettivi del partito e un voto consultivo ogni 2 900 candidati membri.
In totale si sono tenuti ventotto congressi, iniziando la numerazione dal I Congresso del Partito Operaio Socialdemocratico Russo, che si tenne a Minsk nel 1898. Gli altri Congressi del POSDR fino al quinto (1907) si tennero in clandestinità fuori dai confini dell'Impero russo; il VI Congresso del POSDR(b) si svolse dieci anni dopo a Pietrogrado dopo il rovesciamento dello zar, così come il settimo del marzo 1918, il primo successivo alla Rivoluzione d'ottobre. Tutti gli altri Congressi si tennero invece a Mosca. Sul numero dei delegati hanno influito, nel corso della storia, i cambiamenti di ruolo e dimensione del partito: nella primissima fase di vita del Partito Operaio Socialdemocratico Russo parteciparono ai Congressi poche decine di persone (e nove a quello fondativo), mentre già il V Congresso riunì a Londra 343 delegati. Tale numero fu superato nel 1919 (442 partecipanti), mentre nel 1921, e poi stabilmente dal 1924, si superarono i mille delegati. A partire dal XXII Congresso del 1961 si ebbe un drastico ampliamento della rappresentanza, portata a quasi 5 000 membri.
Quando non erano in programma riunioni del Congresso, per discutere questioni di massima importanza il Comitato centrale aveva la facoltà di convocare un ulteriore organismo, la Conferenza (spesso detta "panrussa" o "di tutta l'Unione" per distinguerla dagli organismi dirigenti delle sezioni regionali del partito), che si riunì 19 volte, tutte tra il 1905 e il 1932 con l'eccezione delle ultime due (1941 e 1988). La possibilità di indire tale assemblea era stata rimossa dallo Statuto del partito nel 1952 e ripristinata nel 1966.

### Cronologia dei Congressi e delle Conferenze
| Congresso                  | Luogo e date                                               | Conferenza                  | Luogo e date                                       |
| -------------------------- | ---------------------------------------------------------- | --------------------------- | -------------------------------------------------- |
| I Congresso del POSDR      | Minsk, 1 (13) – 3 (15) marzo 1898                          | I Conferenza del POSDR      | Tammerfors, 12 – 17 (25 – 30) dicembre 1905        |
| II Congresso del POSDR     | Bruxelles, Londra, 17 (30) luglio – 10 (23) agosto 1903    | II Conferenza del POSDR     | Tammerfors, 3 – 7 (16 – 20) novembre 1906          |
| III Congresso del POSDR    | Londra, 12 (25) aprile – 27 aprile (10 maggio) 1905        | III Conferenza del POSDR    | Kotka, 21 – 23 luglio (3 – 5 agosto) 1907          |
| IV Congresso del POSDR     | Stoccolma, 10 (23) aprile – 25 aprile (8 maggio) 1906      | IV Conferenza del POSDR     | Helsingfors, 5 – 12 (18 – 25) novembre 1907        |
| V Congresso del POSDR      | Londra, 30 aprile (13 maggio) – 19 maggio (1º giugno) 1907 | V Conferenza del POSDR      | Parigi, 21 – 27 dicembre 1908 (3 – 9 gennaio 1909) |
| VI Congresso del POSDR(b)  | Pietrogrado, 26 luglio (8 agosto) – 3 (18) agosto 1917     | VI Conferenza del POSDR     | Praga, 5 – 17 (18 – 30) gennaio 1912               |
| VII Congresso del PCR(b)   | Pietrogrado, 6 – 8 marzo 1918                              | VII Conferenza del POSDR(b) | Pietrogrado, 24 – 29 aprile (7 – 12 maggio) 1917   |
| VIII Congresso del PCR(b)  | Mosca, 18 – 23 marzo 1919                                  | VIII Conferenza del PCR(b)  | Mosca, 2 – 4 dicembre 1919                         |
| IX Congresso del PCR(b)    | Mosca, 29 marzo – 5 aprile 1920                            | IX Conferenza del PCR(b)    | Mosca, 22 – 25 settembre 1920                      |
| X Congresso del PCR(b)     | Mosca, 8 – 16 marzo 1921                                   | X Conferenza del PCR(b)     | Mosca, 26 – 28 maggio 1921                         |
| XI Congresso del PCR(b)    | Mosca, 27 marzo – 2 aprile 1922                            | XI Conferenza del PCR(b)    | Mosca, 19 – 22 dicembre 1921                       |
| XII Congresso del PCR(b)   | Mosca, 17 – 25 aprile 1923                                 | XII Conferenza del PCR(b)   | Mosca, 4 – 7 agosto 1922                           |
| XIII Congresso del PCR(b)  | Mosca, 23 – 31 maggio 1924                                 | XIII Conferenza del PCR(b)  | Mosca, 16 – 18 gennaio 1924                        |
| XIV Congresso del PCU(b)   | Mosca, 18 – 31 dicembre 1925                               | XIV Conferenza del PCR(b)   | Mosca, 27 – 29 aprile 1925                         |
| XV Congresso del PCU(b)    | Mosca, 2 – 19 dicembre 1927                                | XV Conferenza del PCU(b)    | Mosca, 26 ottobre – 3 novembre 1926                |
| XVI Congresso del PCU(b)   | Mosca, 26 giugno – 13 luglio 1930                          | XVI Conferenza del PCU(b)   | Mosca, 23 – 29 aprile 1929                         |
| XVII Congresso del PCU(b)  | Mosca, 26 gennaio – 10 febbraio 1934                       | XVII Conferenza del PCU(b)  | Mosca, 30 gennaio – 4 febbraio 1932                |
| XVIII Congresso del PCU(b) | Mosca, 10 – 21 marzo 1939                                  | XVIII Conferenza del PCU(b) | Mosca, 15 – 20 febbraio 1941                       |
| XIX Congresso del PCUS     | Mosca, 5 – 14 ottobre 1952                                 | XIX Conferenza del PCUS     | Mosca, 28 giugno – 1º luglio 1988                  |
| XX Congresso del PCUS      | Mosca, 14 – 25 febbraio 1956                               |                             |                                                    |
| XXI Congresso del PCUS     | Mosca, 27 gennaio – 5 febbraio 1959                        |                             |                                                    |
| XXII Congresso del PCUS    | Mosca, 17 – 31 ottobre 1961                                |                             |                                                    |
| XXIII Congresso del PCUS   | Mosca, 29 marzo – 8 aprile 1966                            |                             |                                                    |
| XXIV Congresso del PCUS    | Mosca, 30 marzo – 9 aprile 1971                            |                             |                                                    |
| XXV Congresso del PCUS     | Mosca, 24 febbraio – 5 marzo 1976                          |                             |                                                    |
| XXVI Congresso del PCUS    | Mosca, 23 febbraio – 3 marzo 1981                          |                             |                                                    |
| XXVII Congresso del PCUS   | Mosca, 25 febbraio – 6 marzo 1986                          |                             |                                                    |
| XXVIII Congresso del PCUS  | Mosca, 2 – 13 luglio 1990                                  |                             |                                                    |

## Segretari generali
Il Segretario generale del Comitato centrale veniva eletto dal plenum del CC unitamente agli altri membri della Segreteria. Tale ruolo venne istituito nel 1922 dall'XI Congresso del Partito bolscevico e fu assegnato dal Comitato centrale a Stalin, che con il tempo riuscì a concentrarvi un grande potere, conservato anche quando la carica venne formalmente abolita con la ristrutturazione del partito del 1952. L'anno dopo, morto Stalin, la carica fu reistituita con la denominazione di Primo segretario del Comitato centrale e in breve, con Nikita Chruščëv, tornò a coincidere con quella di leader di fatto dell'URSS. Durante il governo di Leonid Brežnev, dal 1966 venne ripristinata la denominazione di Segretario generale. Nel 1990, con Gorbačëv, si passò all'elezione diretta del Segretario generale e della neoistituita figura del vicesegretario da parte del Congresso e non del Comitato centrale.
| Segretario generale del Comitato centrale del Partito comunista russo (bolscevico)             |                     |                                   |
|                                                                                                | Iosif Stalin        | 3 aprile 1922 31 dicembre 1925    |
| Segretario generale del Comitato centrale del Partito comunista di tutta l'Unione (bolscevico) |                     |                                   |
|                                                                                                | Iosif Stalin        | 31 dicembre 1925 16 ottobre 1952  |
| Primo segretario del Comitato centrale del Partito comunista dell'Unione Sovietica             |                     |                                   |
|                                                                                                | Nikita Chruščëv     | 14 settembre 1953 14 ottobre 1964 |
|                                                                                                | Leonid Brežnev      | 14 ottobre 1964 8 aprile 1966     |
| Segretario generale del Comitato centrale del Partito comunista dell'Unione Sovietica          |                     |                                   |
|                                                                                                | Leonid Brežnev      | 8 aprile 1966 10 novembre 1982    |
|                                                                                                | Jurij Andropov      | 12 novembre 1982 9 febbraio 1984  |
|                                                                                                | Konstantin Černenko | 13 febbraio 1984 10 marzo 1985    |
|                                                                                                | Michail Gorbačëv    | 11 marzo 1985 24 agosto 1991      |

## Partiti delle Repubbliche dell'Unione
Nelle Repubbliche dell'Unione erano attive sezioni del PCUS di livello repubblicano. Dal 1956 al 1989 tali sezioni furono 14, corrispondenti a tutte le Repubbliche tranne la RSFS Russa, le cui organizzazioni territoriali hanno risposto fino al 1990 direttamente alle strutture centrali. Una quindicesima sezione aveva operato dal 1940 al 1956, periodo di esistenza della RSS Carelo-Finlandese. Sezioni del Partito bolscevico avevano controllato anche altre Repubbliche sovietiche prima dell'ingresso dei relativi territori nell'URSS. Nelle tre Repubbliche baltiche tra il 1989 e il 1990 il partito si scisse in due componenti, una autonomista e l'altra nell'alveo del PCUS.
| Repubblica            | Sezione                                                                           |
| --------------------- | --------------------------------------------------------------------------------- |
| RSS Armena            | Partito Comunista dell'Armenia                                                    |
| RSS Azera             | Partito Comunista dell'Azerbaigian                                                |
| RSS Bielorussa        | Partito Comunista della Bielorussia                                               |
| RSS Carelo-Finlandese | Partito Comunista della RSS Carelo-Finlandese (1940–1956)                         |
| RSS Estone            | Partito Comunista dell'Estonia                                                    |
| RSS Georgiana         | Partito Comunista della Georgia                                                   |
| RSS Kazaka            | Partito Comunista del Kazakistan                                                  |
| RSS Kirghiza          | Partito Comunista del Kirghizistan                                                |
| RSS Lettone           | Partito Comunista di Lettonia                                                     |
| RSS Lituana           | Partito Comunista della Lituania                                                  |
| RSS Moldava           | Partito Comunista della Moldavia                                                  |
| RSFS Russa            | Partito Comunista della RSFS Russa (1990–1991)                                    |
| RSS Tagika            | Partito Comunista del Tagikistan                                                  |
| RSFS Transcaucasica   | Partito Comunista della Repubblica Socialista Federativa Sovietica Transcaucasica |
| RSS Turkmena          | Partito Comunista del Turkmenistan                                                |
| RSS Ucraina           | Partito Comunista dell'Ucraina                                                    |
| RSS Uzbeka            | Partito Comunista dell'Uzbekistan                                                 |

## Numero di iscritti
Nell'estate del 1905 i membri del Partito socialdemocratico operaio aderenti ai Comitati bolscevichi erano circa 14 000, saliti a 60 000 entro il 1907. Durante la Rivoluzione di febbraio del 1917 il numero dei bolscevichi, repressi con lo scoppio della prima guerra mondiale, era sceso a 24 000 unità, ma crebbe nel corso dell'anno fino a raggiungere i 148 000 membri ad aprile e i 350 000 in autunno. Nel 1919, dopo un significativo aumento di adesioni seguito alla conquista del potere, si tenne una revisione degli iscritti che portò all'esclusione di numerosi membri. Nel 1920 il numero dei militanti era comunque salito a 612 000, mentre nel 1922 una più massiccia operazione di pulizia fece ridurre gli iscritti a 410 000.
Dal 1923 emerse la volontà di estendere la base proletaria del partito per evitare che esso si riducesse a una ristretta cerchia di militanti, e l'anno successivo fu condotta una vera e propria campagna di reclutamento. In seguito si tornò a criteri selettivi più stringenti, ma il numero di membri continuò a crescere, anche se nel 1929 un'ulteriore pulizia si concluse con 100 000 espulsioni, e altre si ebbero nel 1933 (con l'esclusione del 18,3% degli iscritti) e nel 1935-1936. Nell'autunno del 1936 fu ripreso il reclutamento dopo quattro anni di blocco, ma le adesioni furono inizialmente limitate a causa della fase di repressione di massa nel partito. Un importante aumento si ebbe in parte dal 1938 e soprattutto dal 1939: a marzo di quell'anno i membri erano 1 588 852 con 888 814 candidati, mentre all'inizio del 1941 si sfioravano già i quattro milioni. Le perdite subite dai sovietici nei primi diciotto mesi della Grande guerra patriottica provocarono una forte diminuzione del numero dei membri del partito, poi compensata da una nuova campagna di reclutamento, condotta tra la fine del 1941 e il 1944, che fece segnare un notevole aumento di militanti in particolare tra i soldati e gli ufficiali, con 3 300 000 nuovi membri e oltre cinque milioni di candidati.
Dopo la guerra furono ripristinati criteri più selettivi, cosicché i progressi quantitativi furono limitati: nel 1952 il numero di membri effettivi era salito a 6 013 259, nel 1956 a 6 795 896. In seguito l'incremento divenne costante e condusse fino al picco di 19 487 822 tra membri e candidati all'inizio del 1989. Gli eventi successivi coincisero con una massiccia riduzione, tanto che nel giugno 1990 gli iscritti erano scesi a circa 15 000 000, lo stesso numero del 1973.

## Risultati elettorali e rappresentanza istituzionale

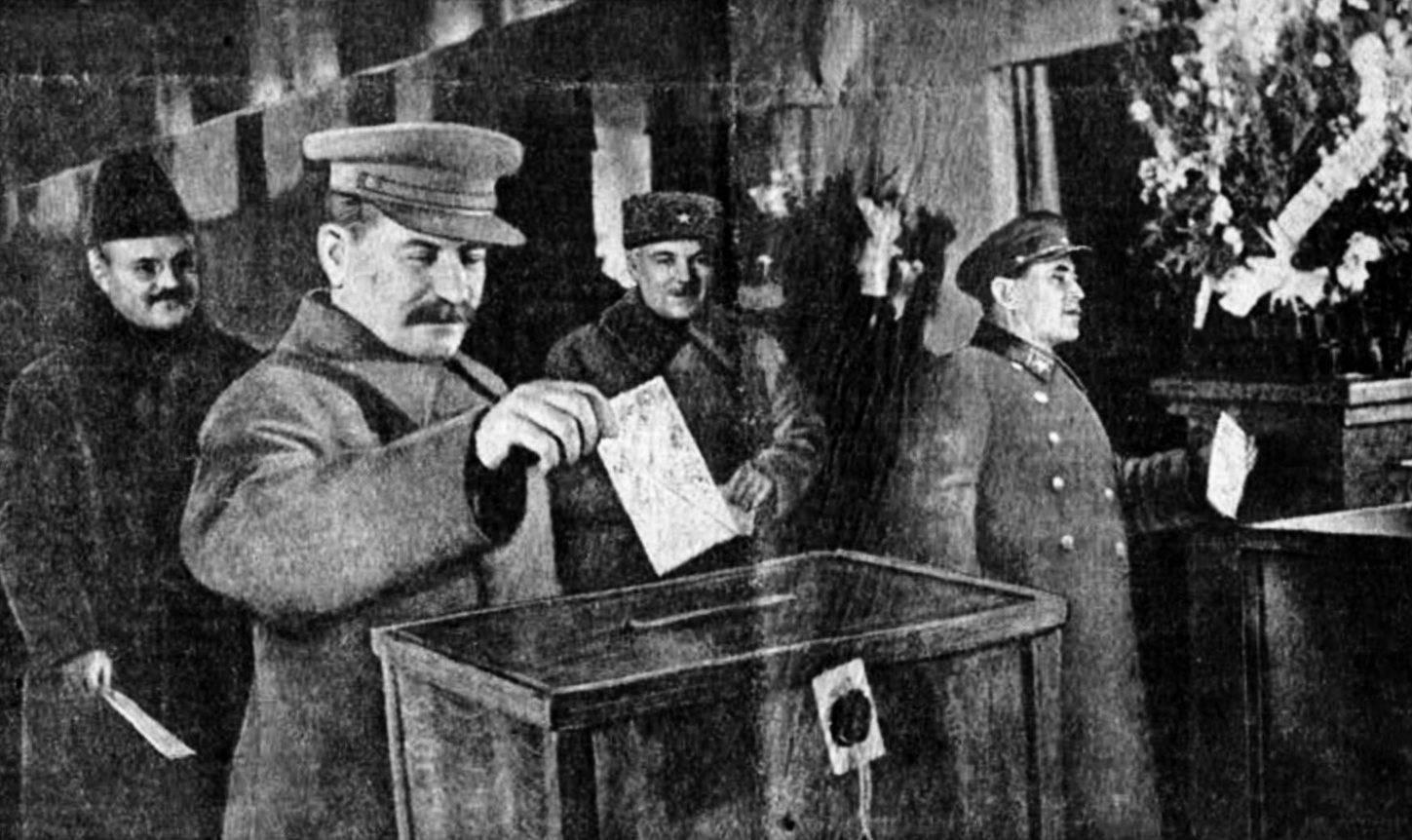
Stalin, Molotov, Vorošilov e Ežov votano alle elezioni per il Soviet Supremo del 1937

Il primo organo elettivo dell'Impero russo, di tipo consultivo, fu la Duma di Stato, che esistette tra il 1905 e il 1917 per quattro legislature. Le prime elezioni, nel 1905, furono boicottate dai bolscevichi, che invece parteciparono a quelle per le successive legislature.
Subito dopo la Rivoluzione d'ottobre, che aveva conferito il potere ai Soviet, si tennero a suffragio universale le elezioni dell'Assemblea costituente, precedentemente calendarizzate dal Governo provvisorio. L'Assemblea costituente entrò in contrasto con il Congresso dei Soviet, cosicché la prima venne rapidamente soppressa. Il Congresso panrusso dei Soviet, che veniva eletto dai Soviet cittadini in ragione di un delegato ogni 25 000 abitanti e da quelli delle gubernija, delle oblast' e delle Repubbliche autonome in ragione di un delegato ogni 125 000 abitanti, già convocato prima e durante la Rivoluzione d'ottobre, divenne ufficialmente l'organo superiore del potere statale con l'approvazione della Costituzione sovietica del 1918.
La formazione dell'Unione Sovietica, il 30 dicembre 1922, coincise con la nascita del Congresso dei Soviet dell'URSS, che rimase il principale organo dello Stato fino alla promulgazione della nuova Costituzione, nel 1936, con la quale venne istituito il Soviet Supremo dell'URSS. Diviso in due camere i cui seggi corrispondevano a circoscrizioni definite in base al numero di abitanti e a criteri di tutela delle diverse nazionalità, veniva eletto a suffragio universale tramite l'espressione di un voto favorevole o contrario, in ciascuna circoscrizione, a un candidato precedentemente selezionato in apposite assemblee preelettorali tra quelli proposti da tutte le organizzazioni territoriali. A partire dalle prime elezioni del Soviet Supremo, nel 1937, i candidati di ogni circoscrizione facevano riferimento a un'alleanza tra il Partito ed esponenti della società sovietica, detta blocco dei comunisti e dei senza partito.
Nel 1989, in piena perestrojka, il Soviet Supremo divenne espressione del neoistituito Congresso dei deputati del popolo dell'URSS. Nella composizione di quest'ultimo, a 1 500 deputati eletti a suffragio diretto nelle circoscrizioni definite secondo i criteri già precedentemente in vigore, vennero aggiunti 750 seggi riservati alle differenti organizzazioni, tra cui il PCUS, a cui ne erano destinati 100.
| Duma di Stato                               | Duma di Stato                               | Seggi frazione bolscevica            | Seggi frazione bolscevica | Seggi frazione bolscevica |
| ------------------------------------------- | ------------------------------------------- | ------------------------------------ | ------------------------- | ------------------------- |
| II - 1906                                   | II - 1906                                   | 15 / 479                             | 15 / 479                  | 15 / 479                  |
| III - 1907                                  | III - 1907                                  | 8 / 465                              | 8 / 465                   | 8 / 465                   |
| IV - 1912                                   | IV - 1912                                   | 6 / 448                              | 6 / 448                   | 6 / 448                   |
| Assemblea costituente                       | Assemblea costituente                       | Voti POSDR(b)                        | %                         | Seggi                     |
| 1917                                        | 1917                                        | 10 649 000                           | 23,9                      | 175 / 703                 |
| Congresso panrusso dei Soviet               | Congresso panrusso dei Soviet               | Seggi POSDR(b)/PCR(b)                | Seggi POSDR(b)/PCR(b)     | Seggi POSDR(b)/PCR(b)     |
| I - 1917                                    | I - 1917                                    | 105 / 1 090                          | 105 / 1 090               | 105 / 1 090               |
| II - 1917                                   | II - 1917                                   | 390 / 649                            | 390 / 649                 | 390 / 649                 |
| III - 1918                                  | III - 1918                                  | 860 / 1 647                          | 860 / 1 647               | 860 / 1 647               |
| IV - 1918                                   | IV - 1918                                   | 795 / 1 204                          | 795 / 1 204               | 795 / 1 204               |
| V - 1918                                    | V - 1918                                    | 773 / 1 164                          | 773 / 1 164               | 773 / 1 164               |
| VI - 1918                                   | VI - 1918                                   | 946 / 963                            | 946 / 963                 | 946 / 963                 |
| VII - 1919                                  | VII - 1919                                  | 970 / 1 011                          | 970 / 1 011               | 970 / 1 011               |
| VIII - 1920                                 | VIII - 1920                                 | 1 607 / 1 728                        | 1 607 / 1 728             | 1 607 / 1 728             |
| IX - 1921                                   | IX - 1921                                   | 1 522 / 1 630                        | 1 522 / 1 630             | 1 522 / 1 630             |
| X - 1922                                    | X - 1922                                    | 2 092 / 2 215                        | 2 092 / 2 215             | 2 092 / 2 215             |
| Congresso dei Soviet dell'URSS              | Congresso dei Soviet dell'URSS              | Seggi PCR(b)/PCU(b)                  | Seggi PCR(b)/PCU(b)       | Seggi PCR(b)/PCU(b)       |
| I - 1922                                    | I - 1922                                    | 1 574 / 1 673                        | 1 574 / 1 673             | 1 574 / 1 673             |
| II - 1924                                   | II - 1924                                   | 1 385 / 1 535                        | 1 385 / 1 535             | 1 385 / 1 535             |
| III - 1925                                  | III - 1925                                  | 1 236 / 1 582                        | 1 236 / 1 582             | 1 236 / 1 582             |
| IV - 1927                                   | IV - 1927                                   | 1 162 / 1 603                        | 1 162 / 1 603             | 1 162 / 1 603             |
| V - 1929                                    | V - 1929                                    | 1 196 / 1 675                        | 1 196 / 1 675             | 1 196 / 1 675             |
| VI - 1931                                   | VI - 1931                                   | 1 151 / 1 576                        | 1 151 / 1 576             | 1 151 / 1 576             |
| VII - 1935                                  | VII - 1935                                  | 1 498 / 2 022                        | 1 498 / 2 022             | 1 498 / 2 022             |
| VIII - 1936                                 | VIII - 1936                                 | 1 448 / 2 025                        | 1 448 / 2 025             | 1 448 / 2 025             |
| Soviet Supremo dell'URSS                    | Soviet Supremo dell'URSS                    | Voti favorevoli alla lista ufficiale | %                         | Seggi PCUS                |
| I - 1937                                    | Soviet dell'Unione                          | 89 844 271                           | 99,3                      | 461 / 569                 |
| I - 1937                                    | Soviet delle Nazionalità                    | 89 063 169                           | 99,4                      | 409 / 574                 |
| II - 1946                                   | Soviet dell'Unione                          | 100 621 225                          | 99,2                      | 576 / 682                 |
| II - 1946                                   | Soviet delle Nazionalità                    | 100 603 567                          | 99,2                      | 509 / 657                 |
| III - 1950                                  | Soviet dell'Unione                          | 110 788 377                          | 99,3                      | 580 / 678                 |
| III - 1950                                  | Soviet delle Nazionalità                    | 110 782 009                          | 99,7                      | 519 / 638                 |
| IV - 1954                                   | Soviet dell'Unione                          | 120 479 249                          | 99,8                      | 565 / 708                 |
| IV - 1954                                   | Soviet delle Nazionalità                    | 120 539 860                          | 99,8                      | 485 / 639                 |
| V - 1958                                    | Soviet dell'Unione                          | 133 214 652                          | 99,6                      | 563 / 738                 |
| V - 1958                                    | Soviet delle Nazionalità                    | 133 431 524                          | 99,7                      | 485 / 640                 |
| VI - 1962                                   | Soviet dell'Unione                          | 139 210 431                          | 99,5                      | 604 / 791                 |
| VI - 1962                                   | Soviet delle Nazionalità                    | 139 391 455                          | 99,6                      | 490 / 652                 |
| VII - 1966                                  | Soviet dell'Unione                          | 143 570 976                          | 99,8                      | 573 / 767                 |
| VII - 1966                                  | Soviet delle Nazionalità                    | 143 595 678                          | 99,8                      | 568 / 750                 |
| VIII - 1970                                 | Soviet dell'Unione                          | 152 771 739                          | 99,7                      | 562 / 767                 |
| VIII - 1970                                 | Soviet delle Nazionalità                    | 152 843 228                          | 99,8                      | 534 / 750                 |
| IX - 1974                                   | Soviet dell'Unione                          | 161 355 959                          | 99,8                      | 562 / 767                 |
| IX - 1974                                   | Soviet delle Nazionalità                    | 161 443 605                          | 99,8                      | 534 / 750                 |
| X - 1979                                    | Soviet dell'Unione                          | 174 734 459                          | 99,9                      | 549 / 767                 |
| X - 1979                                    | Soviet delle Nazionalità                    | 174 770 398                          | 99,9                      | 526 / 750                 |
| XI - 1984                                   | Soviet dell'Unione                          | 183 897 278                          | 99,9                      | 551 / 767                 |
| XI - 1984                                   | Soviet delle Nazionalità                    | 183 592 183                          | 99,8                      | 521 / 750                 |
| Congresso dei deputati del popolo dell'URSS | Congresso dei deputati del popolo dell'URSS | Seggi PCUS                           | Seggi PCUS                | Seggi PCUS                |
| 1989                                        | 1989                                        | 1 716 / 1 958                        | 1 716 / 1 958             | 1 716 / 1 958             |

## Inno
L'inno ufficiale del partito era L'Internazionale, che fino al 1944 fu anche l'inno dell'Unione Sovietica. Ebbe tuttavia vasta diffusione anche un altro brano dal titolo Inno del Partito Bolscevico, il quale venne composto nel 1938 da Aleksandr Aleksandrov, autore della melodia, e da Vasilij Lebedev-Kumač, che scrisse il testo. La musica di Aleksandrov fu poi ripresa nel nuovo Inno dell'Unione Sovietica e nel successivo Inno della Federazione Russa.

### Esplicative
1. ↑  La storiografia ufficiale del PCUS faceva risalire la nascita del partito al 1898, anno di fondazione del POSDR (v. Bezborodov, Eliseeva, p. 11). Lenin identifica quello bolscevico come partito fin dalla nascita della corrente nel 1903 (v. Lenin 1981, p. 6).
2. 1 2  I dati sono quelli resi noti dalla Commissione elettorale centrale il 4 aprile 1989 e si riferiscono ai seggi assegnati dopo il primo turno di voto; non tengono quindi conto dei turni di ballottaggio e delle elezioni suppletive necessarie al completamento dei 2.250 seggi (v. Bezborodov, Eliseeva, p. 386).
3. ↑  Nel 1990 «il partito rinuncia alla sovranità sino ad allora indiscussa» (v. Codevilla, p. 441).
4. ↑  Il termine era stato introdotto in precedenza per designare la politica estera della dirigenza sovietica già all'indomani della morte di Stalin (v. Boffa 19904, p. 196).
5. ↑  La Legge dell'URSS n. 1360-I del 14-3-1990 emendò la Costituzione del 1977 in modo tale che il ruolo del PCUS, che pur rimaneva l'unico partito esplicitamente menzionato, venisse accomunato a quello delle altre organizzazioni politiche, sindacali, giovanili e sociali (v. Zakon SSSR ot 14.03.1990 n. 1360-I).
6. ↑  Di fatto, la dimensione centralistica si sviluppò maggiormente rispetto a quella democratica a seguito della degenerazione in senso censorio della lotta contro il frazionismo interno (v. Massari, p. 37).
7. ↑  Il Partito comunista della RSFS Russa fu fondato solo nel giugno 1990 (v. Bezborodov, Eliseeva, p. 397).
8. ↑  Prima della riforma delle suddivisioni territoriali sovietiche avvenuta nel corso degli anni venti, i Comitati di partito erano organizzati per gubernija, uezd e volost' (v. Carr 1950, p. 191).
9. ↑  Ad esempio, il Partito Comunista di Bukhara e il Partito Comunista della Corasmia, che entrarono nel PCR(b) nel 1922 all'XI Congresso (v. Pogorel'skij, p. 155), ebbero il controllo rispettivamente della Repubblica Sovietica Popolare di Bukhara e di quella Corasmia, con cui la RSFSR aveva sottoscritto accordi fin dal 1920-1921 (v. Grosul, p. 54 e Carr 1950, pp. 388-389).
10. 1 2 3 4  In Lituania dal 1989 al 1990 e in Lettonia ed Estonia dal 1990 al 1991 hanno operato in concorrenza un PC autonomo e uno inserito nella piattaforma del PCUS (v. Kommunističeskaja partija).
11. 1 2  Tra il 1919 e il 1920 Lituania e Bielorussia costituivano un'unica Repubblica e i rispettivi partiti furono uniti in una sola sezione (v. Kommunističeskaja partija).
12. ↑  I 105 bolscevichi sono calcolati su un totale di 777 delegati che hanno riferito la propria appartenenza partitica (v. D. A. Kovalenko, Pervyj Vserossijskij s"ezd Sovetov ("Primo Congresso panrusso dei Soviet"), in Sovetskaja istoričeskaja ėnciklopedija, vol. 10, col. 1027 e Trockij 1969¹, p. 471).

### Bibliografiche
1. 1 2  Evans, p. 5.
2. 1 2  Žuravlëv, Fortunatov, pp. 43-44.
3. 1 2  Nohlen, Stöver, pp. 1630-1654.
4. 1 2  Bezborodov, Eliseeva, p. 94.
5. ↑  Evans, p. 9.
6. ↑  Kommunističeskaja Partija Sovetskogo Sojuza ("Partito Comunista dell'Unione Sovietica"), in Bol'šaja sovetskaja ėnciklopedija, vol. 12, p. 544.
7. 1 2 3 4 5   Partito comunista dell'Unione Sovietica, in Dizionario di storia, Roma, Istituto dell'Enciclopedia Italiana, 2010.
8. ↑  V. S. Zajcev, Kommunističeskaja Partija Sovetskogo Sojuza ("Partito Comunista dell'Unione Sovietica"), in Sovetskaja istoričeskaja ėnciklopedija, vol. 7, col. 650.
9. ↑  Bezborodov, Eliseeva, p. 7.
10. ↑  Boffa 1990², p. 206.
11. ↑  Codevilla, p. 308.
12. ↑  Bezborodov, Eliseeva, pp. 5-9.
13. 1 2 3  Kommunističeskaja partija.
14. ↑  Bezborodov, Eliseeva, p. 10.
15. 1 2 3  Bezborodov, Eliseeva, pp. 130-131.
16. 1 2  Carr 1950, pp. 29-30.
17. ↑  Brown 2009, pp. 35-36.
18. ↑  Orlov et al., p. 299.
19. ↑  Korgunjuk, Zaslavskij, p. 21.
20. ↑  Bezborodov, Eliseeva, p. 134.
21. 1 2 3  Korgunjuk, Zaslavskij, p. 22.
22. ↑  Le Blanc, pp. 27-28.
23. ↑  Wu et al., p. 141.
24. ↑  Le Blanc, p. 135.
25. 1 2  Carr 1950, p. 64.
26. ↑  François Vercammen, Le tappe della Rivoluzione del 1917, in Mandel 1993², p. 17.
27. ↑  Korgunjuk, Zaslavskij, p. 23.
28. ↑  Carr 1950, pp. 67-68.
29. ↑  Bezborodov, Eliseeva, pp. 148-149.
30. ↑  Trockij 1969¹, p. 316.
31. ↑  Eliseev, p. 16.
32. ↑  Orlov et al., p. 333.
33. ↑  S. A. Smith, p. 125.
34. ↑  Trockij 1969¹, pp. 454-455.
35. ↑  Bezborodov, Eliseeva, p. 149.
36. ↑  Orlov et al., p. 334.
37. ↑  Trockij 1969², p. 661.
38. ↑  Bezborodov, Eliseeva, p. 150.
39. ↑  Wu et al., p. 159.
40. ↑  Reed, p. 44.
41. ↑  Trockij 1969², pp. 1055-1057.
42. ↑  François Vercammen, Le tappe della Rivoluzione del 1917, in Mandel 1993², p. 14.
43. ↑  Boffa 1990¹, pp. 62-63.
44. ↑  Orlov et al., pp. 336-337.
45. ↑  Boffa 1990¹, pp. 68-72.
46. ↑  Bezborodov, Eliseeva, pp. 414-415.
47. ↑  Reed, pp. 134-140.
48. ↑  S. A. Smith, p. 135.
49. ↑  Graziosi, p. 35.
50. ↑  Orlov et al., p. 343.
51. ↑  Boffa 1990¹, p. 111.
52. ↑  Bezborodov, Eliseeva, pp. 152-153.
53. ↑  Boffa 1990¹, pp. 72-75.
54. ↑  Le Blanc, p. 195.
55. ↑  Carr 1950, p. 190.
56. ↑  Boffa 1990¹, pp. 130-132.
57. ↑  Orlov et al., p. 347.
58. ↑  Mandel 1993², pp. 74-75.
59. ↑  Boffa 1990¹, p. 150.
60. ↑  Orlov et al., pp. 344-346.
61. 1 2  Wu et al., p. 170.
62. ↑  Spriano, pp. 20-23.
63. 1 2  V. S. Zajcev, Kommunističeskaja Partija Sovetskogo Sojuza ("Partito Comunista dell'Unione Sovietica"), in Sovetskaja istoričeskaja ėnciklopedija, vol. 7, col. 651.
64. ↑  Graziosi, p. 51.
65. ↑  Mandel 1993², p. 75.
66. ↑  Orlov et al., pp. 354-355.
67. ↑  Lewin 1969, pp. 33-34.
68. ↑  Lewin 1969, p. 38.
69. ↑  Carr 1952, p. 276.
70. ↑  Lewin 2008, p. 472.
71. ↑  Mandel 1993¹, p. 11.
72. ↑  Boffa 1990¹, p. 193.
73. ↑  Le Blanc, pp. 221-222.
74. ↑  Mandel 1993², pp. 89-92.
75. ↑  Grosul, pp. 126-148.
76. ↑  Bezborodov, Eliseeva, pp. 199-202.
77. ↑  Boffa 1990¹, p. 257.
78. ↑  V. S. Zajcev, Kommunističeskaja Partija Sovetskogo Sojuza ("Partito Comunista dell'Unione Sovietica"), in Sovetskaja istoričeskaja ėnciklopedija, vol. 7, col. 681.
79. ↑  Boffa 1990¹, pp. 330-331.
80. ↑  Boffa 1990¹, pp. 333-335.
81. ↑  Bezborodov, Eliseeva, pp. 202-203.
82. ↑  Bezborodov, Eliseeva, pp. 203-204.
83. ↑  Boffa 1990², p. 52.
84. ↑  Bezborodov, Eliseeva, p. 206.
85. ↑  Wu et al., pp. 231-232.
86. ↑  Orlov et al., pp. 364-366.
87. ↑  Shearer, p. 192.
88. ↑   Rosario Villari, L'epoca e l'eredità di Stalin, in L'Unità, 3 marzo 1973.
89. ↑  Le Blanc, p. 223.
90. ↑  Boffa 19904, p. 13.
91. 1 2  Meissner, p. 209.
92. ↑  Bezborodov, Eliseeva, p. 235.
93. ↑  Boffa 1990², pp. 254-257.
94. ↑  Orlov et al., pp. 375-376.
95. ↑  Bezborodov, Eliseeva, pp. 276-277.
96. ↑  Boffa 19904, p. 50.
97. ↑  Orlov et al., p. 424.
98. ↑  Bezborodov, Eliseeva, pp. 286-291.
99. ↑  Boffa 19904, p. 105.
100. ↑  Bezborodov, Eliseeva, pp. 291-292.
101. ↑  Boffa 19904, pp. 162-164.
102. ↑  Bezborodov, Eliseeva, pp. 294-295.
103. ↑  Boffa 19904, pp. 177-179.
104. ↑  Bezborodov, Eliseeva, pp. 295-296.
105. ↑  Boffa 19904, pp. 189-190.
106. ↑  Orlov et al., pp. 427-430.
107. ↑  Boffa 19904, pp. 220-222.
108. ↑  Orlov et al., pp. 427-428.
109. ↑  Bezborodov, Eliseeva, p. 299.
110. 1 2  Stykalin, p. 499.
111. ↑  Boffa 19904, p. 245.
112. ↑  Bezborodov, Eliseeva, p. 304.
113. ↑  Boffa 19904, pp. 250-252.
114. ↑  Boffa 19904, pp. 230-234.
115. 1 2  Orlov et al., pp. 429-430.
116. ↑  Bezborodov, Eliseeva, p. 310.
117. ↑  Bezborodov, Eliseeva, pp. 315-316.
118. 1 2  Graziosi, p. 286.
119. ↑  Bezborodov, Eliseeva, p. 319.
120. ↑  Boffa 19904, p. 288.
121. ↑  Bezborodov, Eliseeva, p. 323.
122. ↑  Boffa 19904, p. 343.
123. ↑  Boffa 19904, pp. 319-340.
124. ↑  Wu et al., pp. 330-339.
125. ↑  Boffa 19904, pp. 343-345.
126. ↑  Bezborodov, Eliseeva, pp. 321-323.
127. ↑  Orlov et al., pp. 437-438.
128. ↑   Paolo Garimberti, "Che posso dire?" Così 50 anni fa Krusciov venne deposto, in La Repubblica, 14 ottobre 2014. URL consultato il 23 novembre 2016.
129. ↑  Brown 2009, p. 402.
130. ↑  Bezborodov, Eliseeva, pp. 323-325.
131. ↑  Orlov et al., p. 439.
132. ↑  Bezborodov, Eliseeva, p. 325.
133. 1 2  Hanson, pp. 299-300.
134. ↑  Bezborodov, Eliseeva, pp. 327-328.
135. 1 2  Bezborodov, Eliseeva, p. 330.
136. ↑  Hanson, pp. 300-303.
137. ↑  Hanson, pp. 306-307.
138. ↑  Orlov et al., p. 448.
139. ↑  Orlov et al., pp. 449-450.
140. ↑  Ouimet, pp. 66-67.
141. ↑  Ouimet, pp. 60-61.
142. ↑  Bezborodov, Eliseeva, p. 460.
143. ↑  Hanson, p. 311.
144. ↑  Orlov et al., pp. 441-442.
145. ↑  Catone, pp. 147-149.
146. ↑  Bezborodov, Eliseeva, p. 329.
147. ↑  Orlov et al., pp. 438-439.
148. ↑  Orlov et al., pp. 451-453.
149. ↑  Catone, p. 193.
150. 1 2  Montanari, p. 515.
151. ↑  Orlov et al., p. 455.
152. ↑  Eliseeva, p. 247.
153. ↑  Brown 2006, pp. 329-330.
154. ↑  Codevilla, p. 441.
155. ↑  Orlov et al., p. 456.
156. ↑  Wu et al., pp. 393-394.
157. ↑  Eliseeva, pp. 342-343.
158. ↑  Diliguensky, p. 214.
159. ↑  Brown 2006, pp. 347-349.
160. 1 2  Bezborodov, Eliseeva, p. 410.
161. ↑  Barry, pp. 32-35.
162. ↑  Korgunjuk, Zaslavskij, p. 94.
163. ↑  Bezborodov, Eliseeva, pp. 503-505.
164. ↑  Malfliet, pp. 43-44.
165. ↑  Bezborodov, Eliseeva, pp. 507-508.
166. 1 2  Le Blanc, p. 57.
167. ↑  Le Blanc, pp. 6-7.
168. ↑  Wu et al., pp. 135-136.
169. ↑  Le Blanc, pp. 28-29.
170. ↑  Korgunjuk, Zaslavskij, p. 32.
171. ↑  Le Blanc, p. 207.
172. ↑  Istorija Vsesojuznoj kommunističeskoj partii (bol'ševikov), p. 3.
173. ↑  Boffa 1990², pp. 284-285.
174. ↑  Universitety marksizma-leninizma ("Università di marxismo-leninismo"), in Bol'šaja sovetskaja ėnciklopedija, vol. 27, p. 21.
175. 1 2  M. B. Mitin, Marksizm-leninizm ("Marxismo-leninismo"), in Bol'šaja sovetskaja ėnciklopedija, vol. 15, p. 390.
176. 1 2 3 4  Losada Sierra, p. 103.
177. ↑  A. M. Kovalëv, Naučnyj kommunizm ("Comunismo scientifico"), in Bol'šaja sovetskaja ėnciklopedija, vol. 17, p. 346.
178. ↑  M. B. Mitin, Marksizm-leninizm ("Marxismo-leninismo"), in Bol'šaja sovetskaja ėnciklopedija, vol. 15, p. 391.
179. ↑  Losada Sierra, p. 104.
180. 1 2  Evans, p. 3.
181. ↑  Eliseeva, pp. 276-278.
182. ↑  Eliseeva, p. 278.
183. ↑  Eliseeva, p. 281.
184. ↑  Bezborodov, Eliseeva, p. 370.
185. ↑  Eliseeva, pp. 281-282, 344.
186. ↑  Wu et al., pp. 392-393.
187. ↑  Bezborodov, Eliseeva, pp. 391-392.
188. ↑  Bezborodov, Eliseeva, p. 383.
189. ↑  Eliseeva, p. 343.
190. ↑  Wu et al., pp. 378-379.
191. ↑  Ustav Kommunističeskoj partii Sovetskogo Sojuza ("Statuto del Partito comunista dell'Unione Sovietica"), in Bol'šaja sovetskaja ėnciklopedija, vol. 27, p. 123.
192. ↑  Bezborodov, Eliseeva, p. 135.
193. ↑  Le Blanc, pp. 103-105.
194. ↑  Massari, p. 37.
195. ↑  Ustav Kommunističeskoj partii Sovetskogo Sojuza ("Statuto del Partito comunista dell'Unione Sovietica"), in Bol'šaja sovetskaja ėnciklopedija, vol. 27, pp. 124-125.
196. ↑  Le Blanc, p. 222.
197. 1 2 3  Ustav Kommunističeskoj partii Sovetskogo Sojuza ("Statuto del Partito comunista dell'Unione Sovietica"), in Bol'šaja sovetskaja ėnciklopedija, vol. 27, p. 125.
198. ↑  Ponomarëv, pp. 572-573.
199. ↑  Ponomarëv, p. 598.
200. ↑  Ustav Kommunističeskoj partii Sovetskogo Sojuza, 1989, pp. 161-180.
201. ↑  Materialy XXVIII s"ezda Kommunističeskoj partii Sovetskogo Sojuza, p. 108.
202. 1 2  (RU) XXVIII s"ezd KPSS: istorija poslednego s"ezda partii [XXVIII congresso del PCUS: storia dell'ultimo congresso del partito], in RIA Novosti, 2 luglio 2010. URL consultato il 14 aprile 2017.
203. ↑  Eliseeva, p. 345.
204. ↑  Carr 1950, pp. 190-191.
205. ↑  Carr 1950, p. 193.
206. 1 2 3  (RU) S"ezdy, konferencii, plenumy i zasedanija RSDRP - RSDRP(b) - RKP(b) - VKP(b) - KPSS [Congressi, conferenze, plenum e assemblee del POSDR - POSDR(b) - PCR(b) - PCU(b) - PCUS], su Spravočnik po istorii Kommunističeskoj partii i Sovetskogo Sojuza 1898-1991. URL consultato l'8 dicembre 2016 (archiviato dall'url originale il 1º settembre 2019).
207. ↑  Carr 1950, p. 194.
208. ↑  Gorlizki, Khlevniuk, p. 247.
209. ↑  Bezborodov, Eliseeva, pp. 171-178.
210. ↑  Fainsod, Hough, pp. 143-145.
211. ↑  (RU) Otdely, komissii, instituty CK RKP(b) - VKP(b) - KPSS [Dipartimenti, commissioni istituti del CC di PCR(b) - PCU(b) - PCUS], su Spravočnik po istorii Kommunističeskoj partii i Sovetskogo Sojuza 1898-1991. URL consultato il 20 aprile 2017 (archiviato dall'url originale il 25 maggio 2019).
212. 1 2  Fainsod, Hough, pp. 412-417.
213. ↑  Massari, p. 36.
214. ↑  Boffa 1990¹, pp. 193-194.
215. ↑  Boffa 1990², pp. 151-152.
216. 1 2  Gordon B. Smith, pp. 68-70.
217. ↑  Ustav Kommunističeskoj partii Sovetskogo Sojuza, 1972, art. 44.
218. 1 2  Ustav Kommunističeskoj partii Sovetskogo Sojuza, 1972, art. 30.
219. ↑  Pervičnaja partijnaja organizacija ("Organizzazione partitica primaria"), in Bol'šaja sovetskaja ėnciklopedija, vol. 19, p. 353.
220. ↑  Gordon B. Smith, pp. 65-67.
221. ↑  Gordon B. Smith, p. 68.
222. ↑  Massari, p. 34.
223. ↑  A. T. Kabanov, Partijnye školy KPSS ("Scuole di partito del PCUS"), in Bol'šaja sovetskaja ėnciklopedija, vol. 19, p. 246.
224. ↑  Boffa 19904, p. 94.
225. 1 2  A. N. Zacharikov, Kandidatskij staž ("Periodo di candidatura"), in Bol'šaja sovetskaja ėnciklopedija, vol. 11, p. 325.
226. ↑  Programma i ustav VKP(b), art. 3.
227. 1 2 3  XXIII s"ezd Kommunističeskoj partii Sovetskogo Sojuza, p. 318.
228. ↑  XVIII s"ezd Vsesojuznoj Kommunističeskoj partii (b), pp. 678-679.
229. ↑  Kommunističeskaja Partija Sovetskogo Sojuza ("Partito Comunista dell'Unione Sovietica"), in Bol'šaja sovetskaja ėnciklopedija, vol. 12, p. 546.
230. ↑  (RU) A. Černyšëv, Kak razvalilas' «obščenarodnaja partija» [Come si è dissolto «il partito di tutto il popolo»], in Gazeta kommunističeskaja, n. 35, gennaio 2015,  p. 20. URL consultato il 10 marzo 2017 (archiviato dall'url originale il 30 luglio 2017).
231. 1 2 3  V. A. Balašov e V. V. Luckij, Vsesojuznyj Leninskij Kommunističeskij Sojuz Molodëži ("Unione Comunista Leninista della Gioventù di tutta l'Unione") in Bol'šaja sovetskaja ėnciklopedija, vol. 5, pp. 464-465.
232. ↑  XVIII s"ezd Vsesojuznoj Kommunističeskoj partii (b), p. 678.
233. ↑  Stroev, Matveeva, p. 9.
234. ↑  V. V. Lebedinskij e N. P. Česnokova, Oktjabrjata ("Figli dell'Ottobre"), in Bol'šaja sovetskaja ėnciklopedija, vol. 18, pp. 364-365.
235. ↑  (RU) VLKSM: istorija, celi i zadači organizacii. Spravka. [VLKSM: storia, obiettivi e compiti dell'organizzazione. Una guida], in RIA Novosti, 29 ottobre 2008. URL consultato il 10 marzo 2017.
236. ↑  Lenin 1957, pp. 221-222.
237. ↑  Le Blanc, pp. 64-65.
238. ↑  Le Blanc, p. 82.
239. ↑  Bezborodov, Eliseeva, p. 97.
240. ↑  Bezborodov, Eliseeva, pp. 98-103.
241. ↑  V. N. Ganičev, Komsomol'skaja pečat' ("La stampa del Komsomol"), in Bol'šaja sovetskaja ėnciklopedija, vol. 12, p. 600.
242. ↑  Bezborodov, Eliseeva, p. 110.
243. ↑  Brown 2009, p. 62.
244. ↑  Boffa 1990¹, p. 177.
245. ↑  Vos'moj s"ezd RKP(b), pp. 428-429.
246. ↑  Orlov et al., p. 345.
247. ↑  Brown 2009, p. 59.
248. ↑  Bezborodov, Eliseeva, pp. 179-180.
249. 1 2  Codevilla, pp. 308-309.
250. ↑  Boffa 1990³, p. 199.
251. ↑  Boffa 19904, p. 176.
252. ↑  Bezborodov, Eliseeva, pp. 294-296.
253. ↑  Bezborodov, Eliseeva, p. 315.
254. ↑  Brown 2009, p. 106.
255. ↑  Massari, p. 124.
256. ↑  Massari, p. 77.
257. ↑  Eliseeva, p. 248.
258. ↑  Bezborodov, Eliseeva, p. 413.
259. ↑  Spriano, p. 4.
260. ↑  Mandel 1993², p. 38.
261. ↑  Spriano, pp. 20-22.
262. ↑  Spriano, p. 23.
263. ↑  Bezborodov, Eliseeva, p. 418.
264. ↑  Boffa 1990³, p. 179.
265. ↑  Piccardo, p. 90.
266. ↑  Bezborodov, Eliseeva, p. 270.
267. ↑  Bezborodov, Eliseeva, pp. 282-283.
268. ↑  Piccardo, pp. 143-144.
269. ↑  Piccardo, pp. 144-157.
270. ↑  Boffa 19904, pp. 114-120.
271. ↑  Boffa 19904, pp. 255-258.
272. ↑  Boffa 19904, pp. 329-332.
273. ↑  Boffa 19904, pp. 361-362.
274. ↑  Bezborodov, Eliseeva, pp. 479-481.
275. ↑  (RU) Otdel meždunarodnoj – vnešnej politiki [Dipartimento internazionale - di politica estera], su Spravočnik po istorii Kommunističeskoj partii i Sovetskogo Sojuza 1898-1991. URL consultato il 24 febbraio 2017 (archiviato dall'url originale il 17 aprile 2019).
276. ↑  (RU) Otdel CK KPSS po svjazjam s kommunističeskimi i rabočimi partijami socialističeskich stran [Dipartimento del CC del PCUS per i rapporti con i partiti comunisti e operai dei paesi socialisti], su Spravočnik po istorii Kommunističeskoj partii i Sovetskogo Sojuza 1898-1991. URL consultato il 24 febbraio 2017 (archiviato dall'url originale l'8 maggio 2019).
277. 1 2  N. P. Ryženko, Programma Kommunističeskoj Partii Sovetskogo Sojuza ("Programma del Partito Comunista dell'Unione Sovietica"), in Bol'šaja sovetskaja ėnciklopedija, vol. 21, p. 21.
278. 1 2  Juviler, Kimura, p. 52.
279. 1 2  Bezborodov, Eliseeva, pp. 400-401.
280. 1 2  Carr 1950, pp. 27-28.
281. ↑  Le Blanc, p. 64.
282. ↑  Le Blanc, pp. 81-82.
283. ↑  N. P. Ryženko, Programma Kommunističeskoj Partii Sovetskogo Sojuza ("Programma del Partito Comunista dell'Unione Sovietica"), in Bol'šaja sovetskaja ėnciklopedija, vol. 21, pp. 21-22.
284. 1 2 3 4 5  N. P. Ryženko, Programma Kommunističeskoj Partii Sovetskogo Sojuza ("Programma del Partito Comunista dell'Unione Sovietica"), in Bol'šaja sovetskaja ėnciklopedija, vol. 21, p. 22.
285. ↑  Sileenkov, p. 85.
286. ↑  Sileenkov, p. 86.
287. ↑  N. P. Ryženko, Programma Kommunističeskoj Partii Sovetskogo Sojuza ("Programma del Partito Comunista dell'Unione Sovietica"), in Bol'šaja sovetskaja ėnciklopedija, vol. 21, pp. 22-23.
288. 1 2 3  N. P. Ryženko, Programma Kommunističeskoj Partii Sovetskogo Sojuza ("Programma del Partito Comunista dell'Unione Sovietica"), in Bol'šaja sovetskaja ėnciklopedija, vol. 21, p. 23.
289. ↑  Programme of the Communist Party of the Soviet Union, p. 62.
290. ↑   Mario Castelli, Il programma del Partito Comunista dell'Unione Sovietica, in Aggiornamenti sociali, n. 12, dicembre 1961,  pp. 690-691. URL consultato l'8 marzo 2017.
291. ↑  Orlov et al., p. 430.
292. ↑  Eliseeva, p. 282.
293. ↑  S"ezd KPSS ("Congresso del PCUS"), in Bol'šaja sovetskaja ėnciklopedija, vol. 25, p. 134.
294. ↑  Desjatyj s"ezd RKP(b), p. 777.
295. ↑  (RU) Informacionnoe soobščenie o plenume Central'nogo Komiteta [Comunicazione informativa sul plenum del Comitato Centrale], in Ogonëk, n. 29, luglio 1970,  p. 2..
296. ↑  Dvadcat' vtoroj s"ezd KPSS ("Ventiduesimo congresso del PCUS") in Sovetskaja istoričeskaja ėnciklopedija, vol. 4, col. 1031.
297. 1 2  Vsesojuznaja konferencija KPSS ("Conferenza di tutta l'Unione del PCUS"), in Bol'šaja sovetskaja ėnciklopedija, vol. 28, p. 460.
298. 1 2  (RU) Sekretariat CK RSDRP(b) - RKP(b) - VKP(b) - KPSS [Segreteria del CC di POSDR(b) - PCR(b) - PCU(b) - PCUS], su Spravočnik po istorii Kommunističeskoj partii i Sovetskogo Sojuza 1898-1991. URL consultato il 1º dicembre 2016 (archiviato dall'url originale il 25 maggio 2019).
299. ↑  Brown 2009, pp. 59-60 e 107-108.
300. ↑  Brown 2009, pp. 231-232.
301. ↑  Bezborodov, Eliseeva, pp. 134-159.
302. ↑  Bezborodov, Eliseeva, p. 183.
303. ↑  Boffa 1990¹, pp. 285-286.
304. ↑  Bezborodov, Eliseeva, p. 185.
305. ↑  Boffa 1990², pp. 276-277.
306. ↑  Bezborodov, Eliseeva, p. 292.
307. ↑  Boffa 1990³, p. 198.
308. ↑  Bezborodov, Eliseeva, p. 255.
309. ↑  Boffa 19904, p. 93.
310. ↑  Bezborodov, Eliseeva, pp. 292-296.
311. ↑  Boffa 19904, p. 305.
312. ↑  Bezborodov, Eliseeva, p. 400.
313. ↑  I dati del grafico seguente sono ricavati da Bezborodov, Eliseeva (1905-1907), Kupcov (1917-1989) e Izvestija CK KPSS, p. 113 (1990).
314. ↑  Korgunjuk, Zaslavskij, pp. 21-22.
315. ↑  Ponomarëv, p. 100.
316. ↑  O. N. Znamenskij, Učreditel'noe sobranie ("Assemblea costituente"), in Sovetskaja istoričeskaja ėnciklopedija, vol. 14, col. 917-919.
317. ↑  Le Blanc, p. 212.
318. ↑  Boffa 1990¹, pp. 75-76.
319. ↑  N. P. Farberov, Vserossijskij s"ezd Sovetov ("Congresso panrusso dei soviet"), in Bol'šaja sovetskaja ėnciklopedija, vol. 5, pp. 457-458.
320. ↑  (RU) Aleksandr Fokin, Vybory v SSSR v 1960-1970-e gg.: simuljacija ili ėlement demokratii? [Le elezioni in URSS negli anni '60 e '70: simulazione o elemento di democrazia?], in Soviet History Discussion Papers, Mosca, Deutsches Historisches Institut Moskau, 22 maggio 2014. URL consultato il 31 gennaio 2017.
321. ↑  Lovell, p. 42.
322. ↑   Fiammetta Cucurnia, In URSS assemblee roventi per la scelta dei candidati, in La Repubblica, 26 gennaio 1989. URL consultato il 23 aprile 2017.
323. ↑  N. P. Eroškin, Social-demokratičeskaja frakcija v Gosudarstvennoj dume ("Frazione socialdemocratica alla Duma di Stato"), in Bol'šaja sovetskaja ėnciklopedija, vol. 24, p. 221.
324. ↑  Znamenskij 1976, pp. 13-33.
325. ↑  G. E. Rejchberg, Vtoroj Vserossijskij s"ezd Sovetov rabočich i soldatskich deputatov ("Secondo Congresso panrusso dei Soviet dei deputati degli operai e dei contadini"), in Sovetskaja istoričeskaja ėnciklopedija, vol. 3, col. 886.
326. ↑  V. V. Sučkov, Tretij Vserossijskij s"ezd Sovetov ("Terzo Congresso panrusso dei Soviet"), in Sovetskaja istoričeskaja ėnciklopedija, vol. 14, col. 386.
327. ↑  E. G. Gimpel'son, Črezvyčajnyj četvërtyj Vserossijskij s"ezd Sovetov ("Quarto Congresso straordinario panrusso dei Soviet") Archiviato il 7 febbraio 2020 in Internet Archive., in Sovetskaja istoričeskaja ėnciklopedija, vol. 16, col. 81.
328. ↑  V. V. Sučkov, Pjatyj Vserossijskij s"ezd Sovetov ("Quinto Congresso panrusso dei Soviet"), in Sovetskaja istoričeskaja ėnciklopedija, vol. 11, col. 750.
329. ↑  E. G. Gimpel'son, Črezvyčajnyj šestoj Vserossijskij s"ezd Sovetov ("Sesto Congresso straordinario panrusso dei Soviet"), in Sovetskaja istoričeskaja ėnciklopedija, vol. 16, col. 82.
330. ↑  E. G. Gimpel'son, Sed'moj Vserossijskij s"ezd Sovetov ("Settimo Congresso panrusso dei Soviet"), in Sovetskaja istoričeskaja ėnciklopedija, vol. 12, col. 690.
331. ↑  Vos'moj Vserossijskij s"ezd Sovetov ("Ottavo Congresso panrusso dei Soviet"), in Sovetskaja istoričeskaja ėnciklopedija, vol. 3, col. 750.
332. ↑  N. B. Dolgovjazova, Devjatyj Vserossijskij s"ezd Sovetov ("Nono Congresso panrusso dei Soviet") in Sovetskaja istoričeskaja ėnciklopedija, vol. 5, col. 37.
333. ↑  N. B. Dolgovjazova, Desjatyj Vserossijskij s"ezd Sovetov ("Decimo Congresso panrusso dei Soviet") in Sovetskaja istoričeskaja ėnciklopedija, vol. 5, col. 136.
334. ↑  G. D. Komkov, Pervyj s"ezd Sovetov SSSR ("Primo congresso dei Soviet dell'URSS"), in Bol'šaja sovetskaja ėnciklopedija, vol. 19, p. 366.
335. ↑  N. V. Mansvetov, Vtoroj s"ezd Sovetov SSSR ("Secondo congresso dei Soviet dell'URSS"), in Bol'šaja sovetskaja ėnciklopedija, vol. 5, p. 498.
336. ↑  V. P. Butt, Tretij s"ezd Sovetov SSSR ("Terzo congresso dei Soviet dell'URSS") in Bol'šaja sovetskaja ėnciklopedija, vol. 26, p. 188.
337. ↑  M. A. Chanin, Četvërtyj s"ezd Sovetov SSSR ("Quarto congresso dei Soviet dell'URSS") in Bol'šaja sovetskaja ėnciklopedija, vol. 29, p. 122.
338. ↑  Pjatyj s"ezd Sovetov SSSR ("Quinto congresso dei Soviet dell'URSS"), in Bol'šaja sovetskaja ėnciklopedija, vol. 21, p. 295.
339. ↑  Šestoj s"ezd Sovetov SSSR ("Sesto congresso dei Soviet dell'URSS"), in Bol'šaja sovetskaja ėnciklopedija, vol. 29, p. 393.
340. ↑  Sed'moj s"ezd Sovetov SSSR ("Settimo congresso dei Soviet dell'URSS"), in Bol'šaja sovetskaja ėnciklopedija, vol. 23, p. 170.
341. ↑  Črezvyčajnyj vos'moj s"ezd Sovetov SSSR ("Ottavo congresso straordinario dei Soviet dell'URSS") in Bol'šaja sovetskaja ėnciklopedija, vol. 29, p. 235.
342. ↑  E. V. Gippius e S. D. Drejden Internacional (gimn) ("L'Internazionale (inno)"), in Bol'šaja sovetskaja ėnciklopedija, vol. 10, p. 322.
343. ↑  Michalkov, p. 35.
344. ↑  Danks, pp. 74-75.

### Libri
- (EN) Donald D. Barry, Constitutional Politics. The Russian Constitutional Court as a New Kind of Institution, in George Ginsburgs, Alvin Z. Rubinstein e Oles M. Smolansky (a cura di), Russia and America. From Rivalry to Reconciliation, New York, M. E. Sharpe, 1993,  pp. 21-42, ISBN 1-56324-285-0.
- (RU) A. B. Bezborodov, N. V. Eliseeva (a cura di), Istorija Kommunističeskoj partii Sovetskogo Sojuza [Storia del Partito comunista dell'Unione Sovietica], Mosca, Političeskaja ėnciklopedija, 2014, ISBN 978-5-8243-1824-1.
- Giuseppe Boffa, Storia dell'Unione Sovietica 1917-1927, vol. 1, L'Unità, 1990  [Storia dell'Unione Sovietica, vol. 1, Mondadori, 1976].
- Giuseppe Boffa, Storia dell'Unione Sovietica 1928-1941, vol. 2, L'Unità, 1990  [Storia dell'Unione Sovietica, vol. 1, Mondadori, 1976].
- Giuseppe Boffa, Storia dell'Unione Sovietica 1941-1945, vol. 3, L'Unità, 1990  [Storia dell'Unione Sovietica, vol. 2, Mondadori, 1979].
- Giuseppe Boffa, Storia dell'Unione Sovietica 1945-1964, vol. 4, L'Unità, 1990  [Storia dell'Unione Sovietica, vol. 2, Mondadori, 1979].
- (EN) Archie Brown, The Gorbachev Era, in Ronald Grigor Suny (a cura di), The Cambridge History of Russia, vol. 3, Cambridge University Press, 2006,  pp. 316-351, ISBN 0-521-81144-9.
- (EN) Archie Brown, The Rise and Fall of Communism, Londra, Bodley Head, 2009, ISBN 978-0-06-113879-9.
- (EN) Edward H. Carr, The Bolshevik Revolution 1917-1923, vol. 1, Londra, MacMillan & Co., 1950.
- (EN) Edward H. Carr, The Bolshevik Revolution 1917-1923, vol. 2, New York, The MacMillan Company, 1952.
- Andrea Catone, La parabola di un'idea. 1985-1990, in Arrigo Battaglia (a cura di), Crollo del comunismo sovietico e ripresa dell'utopia, Bari, Dedalo, 1994,  pp. 146-204, ISBN 978-88-220-6165-2.
- Giovanni Codevilla, Dalla rivoluzione bolscevica alla Federazione Russa. Traduzione e commento dei primi atti normativi e dei testi costituzionali, Milano, FrancoAngeli, 1996, ISBN 978-88-204-9531-2.
- (EN) Catherine J. Danks, Russian Politics and Society. An Introduction, Harlow, Pearson Education, 2001, ISBN 0-582-47300-4.
- Guermann Diliguensky, Le ambiguità della perestrojka, in Arrigo Battaglia (a cura di), Crollo del comunismo sovietico e ripresa dell'utopia, Bari, Dedalo, 1994,  pp. 205-216, ISBN 978-88-220-6165-2.
- (RU) N. V. Eliseeva, Istorija perestrojki v SSSR: 1985-1991 gg. [Storia della perestrojka nell'URSS, 1985-1991], 2ª ed., Mosca, Rossijskij gosudarstvennyj gumanitarnyj universitet, 2017  [2016], ISBN 978-5-7281-1888-6.
- (EN) Alfred B. Evans, Soviet Marxism-Leninism. The Decline of an Ideology, Westport, Praeger, 1993, ISBN 0-275-94549-9.
- (EN) Merle Fainsod e Jerry F. Hough, How the Soviet Union is Governed, Harvard University Press, 1979, ISBN 0-674-41030-0.
- (RU) Andrea Graziosi, Istorija SSSR [Storia dell'URSS], Mosca, Političeskaja ėnciklopedija, 2016, ISBN 978-5-8243-2082-4.
- (EN) Yoram Gorlizki e Oleg Khlevniuk, Stalin and his circle, in Ronald Grigor Suny (a cura di), The Cambridge History of Russia, vol. 3, Cambridge University Press, 2006,  pp. 243-267, ISBN 0-521-81144-9.
- (RU) V. Ja. Grosul, Obrazovanie SSSR (1917-1924 gg.) [La formazione dell'URSS (1917-1924)], Mosca, ITRK, 2012  [2007], ISBN 978-5-88010-236-5.
- (EN) Stephen Hanson, The Brezhnev era, in Ronald Grigor Suny (a cura di), The Cambridge History of Russia, vol. 3, Cambridge University Press, 2006,  pp. 292-315, ISBN 0-521-81144-9.
- (RU) Istorija Vsesojuznoj Кommunističeskoj partii (bol'ševikov). Kratkij kurs [Storia del Partito Comunista di tutta l'Unione (bolscevico). Corso breve], Mosca, Pravda, 1938. In italiano:  Storia del Partito Comunista (bolscevico) dell'U.R.S.S., Mosca, Edizioni in lingue estere, 1948.
- (RU) Izvestija CK KPSS [Notizie del CC del PCUS], nº 4 (303), Mosca, Izdanie Central'nogo Komiteta KPSS, luglio 1990.
- (EN) Peter Juviler e Hiroshi Kimura, The Gorbachev Regime. Consolidation to Reform, Transaction Publishers, New Brunswick, 2009, ISBN 978-0-202-36269-4.
- (RU) Ju. G. Korgunjuk e S. E. Zaslavskij, Rossijskaja mnogopartijnost'. Stanovlenie, funkcionirovanie, razvitie [Il multipartitismo russo. Formazione, funzionamento, sviluppo], Mosca, Indem, 1996.
- (RU) V. I. Kupcov (a cura di), Stranicy istorii KPSS. Fakty. Problemy. Uroki [Pagine di storia del PCUS. Fatti. Problemi. Lezioni], Mosca, Vysšaja škola, 1990.
- Paul Le Blanc, Lenin e il partito rivoluzionario, traduzione di Nicoletta Negri, 2ª ed., Atlantic Highlands, Humanities Press International, 1993  [Lenin and the Revolutionary Party, 1990].
- (RU) V. I. Lenin, Detskaja bolezn' «levizny» v kommunizme [L'estremismo malattia infantile del comunismo], in Polnoe sobranie sočinenij [Raccolta completa degli scritti], vol. 41, Mosca, Izdatel'stvo političeskoj literatury, 1981,  pp. 1-103. URL consultato il 22 marzo 2017.
- V. I. Lenin, Il nostro compito immediato, in Opere complete, vol. IV [1898-1901], Roma, Editori Riuniti, 1957,  pp. 217-222.
- Moshe Lewin, L'ultima battaglia di Lenin, traduzione di Rosalba Davico, Bari, Laterza, 1969  [Le dernier combat de Lénine, Parigi, Les Éditions de Minuit, 1967].
- (RU) Moshe Lewin, Sovetskij vek [Il secolo sovietico], Mosca, Evropa, 2008  [The Soviet Century, Verso, 2005].
- Stephan Lovell, Destinazione incerta. La Russia dal 1989, traduzione di Luigi Giacone, Torino, EDT, 2008, ISBN 978-88-6040-232-5.
- Ernest Mandel, Introduzione, in Paul Le Blanc (a cura di), Lenin e il partito rivoluzionario, traduzione di Nicoletta Negri, 2ª ed., Atlantic Highlands, Humanities Press International, 1993  [1990],  pp. 9-20.
- Ernest Mandel, Ottobre 1917. Storia e significato di una rivoluzione, a cura di Antonio Moscato, traduzione di Maria Novella Pierini, Roma, Datanews, 1993  [Octobre 1917. Coup d'Etat ou révolution sociale, Amsterdam, IRF, 1992], ISBN 88-7981-099-5.
- Maurizio Massari, La grande svolta. Riforma politica in URSS (1986-1990), Napoli, Guida, 1990, ISBN 88-7835-050-8.
- Boris Meissner, La democrazia sovietica e la dittatura bolscevica del partito, in Richard Löwenthal (a cura di), La democrazia nella società che cambia, Jaca Book, 1969  [Die Demokratie im Walden der Gesellschaft, Berlino, Colloquium, 1963],  pp. 197-228.
- Laura Montanari, Le nuove democrazie dell'Europa centro-orientale, in P. Carrozza, A. Di Giovine e G. F. Ferrari (a cura di), Diritto costituzionale comparato, Bari, Laterza, 2014,  pp. 514-541, ISBN 978-88-581-1651-7.
- (EN) Dieter Nohlen e Philip Stöver, Elections in Europe. A data handbook, Baden-Baden, Nomos, 2010, ISBN 978-3-8329-5609-7.
- (RU) A. S. Orlov, V. A. Georgiev, N. G. Georgieva e T. A. Sivochina, Istorija Rossii. Učebnik [Storia della Russia. Manuale], 4ª ed., Mosca, Prospekt, 2014, ISBN 978-5-392-11554-9.
- (EN) Matthew J. Ouimet, The Rise and Fall of the Brezhnev Doctrine in Soviet Foreign Policy, Chapel Hill, Londra, The University of North Carolina Press, 2003, ISBN 0-8078-2740-1.
- Lara Piccardo, Agli esordi dell'integrazione europea. Il punto di vista sovietico nel periodo staliniano (PDF), Pavia, Jean Monnet Centre, 2012, ISBN 978-88-96890-08-0. URL consultato il 7 febbraio 2017.
- (RU) I. V. Pogorel'skij, Istorija Chivinskij revoljucii i Chorezmskoj narodnoj sovetskoj respubliki 1917-1924 gg. [Storia della rivoluzione chivana e della repubblica sovietica popolare corasmia 1917-1924], Leningrado, Izdatel'stvo Leningradskogo Universiteta, 1984. URL consultato il 7 febbraio 2017.
- (RU) Boris Nikolaevič Ponomarëv et al. (a cura di), Istoria Kommunističeskoj partii Sovetskogo Sojuza [Storia del Partito comunista dell'Unione Sovietica], 6ª ed., Mosca, Politizdat, 1982.
- (RU) A. M. Prochorov (a cura di), Bol'šaja sovetskaja enciklopedija, 3ª ed., Mosca, Sovetskaja Ėnciklopedija, 1969-1978.
- John Reed, I dieci giorni che sconvolsero il mondo, traduzione di Barbara Gambaccini, Marina di Massa, Edizioni Clandestine, 2011, ISBN 978-88-6596-307-4.
- (EN) David R. Shearer, Stalinism, 1928-1940, in Ronald Grigor Suny (a cura di), The Cambridge History of Russia, vol. 3, Cambridge University Press, 2006,  pp. 192-216, ISBN 0-521-81144-9.
- (EN) Gordon B. Smith, Soviet Politics. Continuity and Contradictions, St. Martin’s Press, 1988, ISBN 0-312-00795-7.
- (EN) S. A. Smith, The revolutions of 1917-1918, in Ronald Grigor Suny (a cura di), The Cambridge History of Russia, vol. 3, Cambridge University Press, 2006,  pp. 115-139, ISBN 0-521-81144-9.
- Paolo Spriano, Storia del Partito Comunista Italiano, I, Torino, Einaudi, 1967.
- (RU) A. Stroev e T. Matveeva, Kniga vožatogo [Il libro dell'educatore], Mosca, Ripol Klassik, 2013  [Molodaja Gvardija, 1954].
- (RU) A. S. Stykalin, Vostočnaja Evropa v sisteme otnošenii Vostok – Zapad (1953 – načalo 1960-ch gg.) [L'Europa orientale nel sistema delle relazioni Est - Ovest (1953 - inizio anni '60)], in N. I. Egorova (a cura di), Cholodnaja vojna. 1945-1963 gg., Olma-Press, 2003,  pp. 487-542, ISBN 5-224-04305-0.
- Lev Trockij, Storia della rivoluzione russa, traduzione di Livio Maitan, vol. 1, Milano, Mondadori, 1969.
- Lev Trockij, Storia della rivoluzione russa, traduzione di Livio Maitan, vol. 2, Milano, Mondadori, 1969,  pp. 522-1274.
- (RU) Wu Enyuan et al. (a cura di), Istorija meždunarodnogo kommunističeskogo dviženija [Storia del movimento comunista internazionale], Mosca, Ves' Mir, 2016, ISBN 978-5-7777-0606-5.
- (RU) O. N. Znamenskij, Vserossijskoe Učreditel'noe sobranie. Istorija sozyva i političeskoe krušenie [L'Assemblea costituente panrussa. Storia della convocazione e del fallimento politico], Leningrado, 1976.
- (RU) E. M. Žukov (a cura di), Sovetskaja istoričeskaja enciklopedija ("Enciclopedia storica sovietica"), Mosca, Sovetskaja Ėnciklopedija, 1961-1976.

### Articoli
- (RU) Aleksandr Eliseev, Vnutriparijnaja schvatka [Lo scontro nel partito], in Istorik [Lo storico], nº 4 (28), Mosca, Istorik, aprile 2017,  pp. 16-20, ISSN 2411-1139 (WC · ACNP).
- Manuel Losada Sierra, Le dottrine politiche del marxismo-leninismo nel XX secolo (PDF), in Revista de Relaciones Internacionales, Estrategia y Seguridad, vol. 7, n. 1, Bogotà, Universidad Militar Nueva Granada, gennaio-giugno 2012,  pp. 101-124, ISSN 1909-3063 (WC · ACNP). URL consultato il 3 ottobre 2017.
- (EN) Katlijn Malfliet, The Communist Party of the Russian Federation: not Communist per se, in Revue d'études comparatives Est-Ouest, nº 42-1, 2011,  pp. 37-63, ISBN 978-2-35876-044-7, ISSN 0338-0599 (WC · ACNP). URL consultato il 17 aprile 2017 (archiviato dall'url originale il 1º agosto 2017).
- (RU) Sergej Vladimirovič Michalkov, Stalin gimn odobril [Stalin approvò l'inno], in Ogonëk, n. 10, 5 marzo 2007,  p. 35. URL consultato il 20 dicembre 2016.
- (RU) V. V. Sileenkov, Vtoraja programma RKP(b): važnyj istočnik izučenija sovetskogo perioda otečestvennoj istorii (k 90-letiju prinjatija) [Il secondo programma del PCR(b): un'importante fonte per lo studio del periodo sovietico della storia del Paese (nel 90º anniversario dell'approvazione)] (PDF), in Trudy Pskovskogo Politechničeskogo Instituta [Lavori dell'Istituto Politecnico di Pskov], n. 13, Pskov, PPI, 2010,  pp. 83-85, ISSN 1813-4742 (WC · ACNP). URL consultato l'8 marzo 2017 (archiviato dall'url originale l'8 marzo 2017).
- (RU) V. P. Žuravlëv, V. V. Fortunatov, Izbiratel'noe zakonodatel'stvo i vybory v 1937-1987 gg. [Normative elettorali ed elezioni negli anni 1937-1987], in Žurnal' o vyborach [Rivista elettorale], vol. 1, RCOIT pri CIK Rossii [Centro per la formazione sulle tecnologie elettorali presso la Commissione elettorale centrale russa], 2014,  pp. 39-49. URL consultato il 12 ottobre 2018 (archiviato dall'url originale il 2 agosto 2016).

### Atti, norme e statuti
- (RU) XVIII s"ezd Vsesojuznoj Kommunističeskoj partii (b). 10-21 marta 1939 g. Stenografičeskij otčët [XVIII congresso del Partito comunista di tutta l'Unione (b), 10-21 marzo 1939. Resoconto stenografico] (PDF), Mosca, Gospolitizdat, 1939. URL consultato il 18 aprile 2017.
- (RU) XXIII s"ezd Kommunističeskoj Partii Sovetskogo Sojuza, 29 marta - 8 apr. 1966 g. Stenografičeskij otčët [XXIII congresso del Partito Comunista dell'Unione Sovietica, 29 marzo - 8 aprile 1966. Resoconto stenografico], vol. 2, Mosca, Politizdat, 1966.
- (RU) Desjatyj s"ezd RKP(b). 8 marta - 16 marta 1921 g. [Decimo congresso del PCR(b). 8 marzo - 16 marzo 1921], Mosca, Politizdat, 1933.
- Materialy XXVIII s"ezda Kommunističeskoj partii Sovetskogo Sojuza [Materiali del XXVIII congresso del Partito Comunista dell'Unione Sovietica], Mosca, Izdatel'stvo političeskoj literatury, 1990.
- (RU) Programma i ustav VKP(b) [Programma e statuto del PCU(b)], Leningrado, Partizdat, 1937. URL consultato il 10 marzo 2017.
- (EN) Programme of the Communist Party of the Soviet Union, Mosca, Foreign Languages Publishing House, 1961.
- (RU) Ustav Kommunističeskoj partii Sovetskogo Sojuza [Statuto del Partito comunista dell'Unione Sovietica], Taškent, Izadatel'stvo CK Kompartii Uzbekistana, 1972. URL consultato il 7 febbraio 2017.
- (RU) Ustav Kommunističeskoj partii Sovetskogo Sojuza [Statuto del Partito comunista dell'Unione Sovietica], in KPSS v resoljucijach i rešenijach s"ezdov, konferencij i plenumov CK [Il PCUS nelle risoluzioni e nelle decisioni dei congressi, delle conferenze e dei plenum del CC], vol. 15, 9ª ed., Mosca, Politizdat, 1989.
- (RU) Vos'moj s"ezd RKP(b). Mart 1919 goda. Protokoly [Ottavo congresso del PCR(b). Marzo 1919. Protocolli], Mosca, Gospolitizdat, 1959.
- (RU) Zakon SSSR ot 14.03.1990 n. 1360-I [Legge del 14-3-1990 n. 1360-I], Mosca, 14 marzo 1990. URL consultato il 7 febbraio 2017.